# Alter St.-Matthäus-Kirchhof Berlin

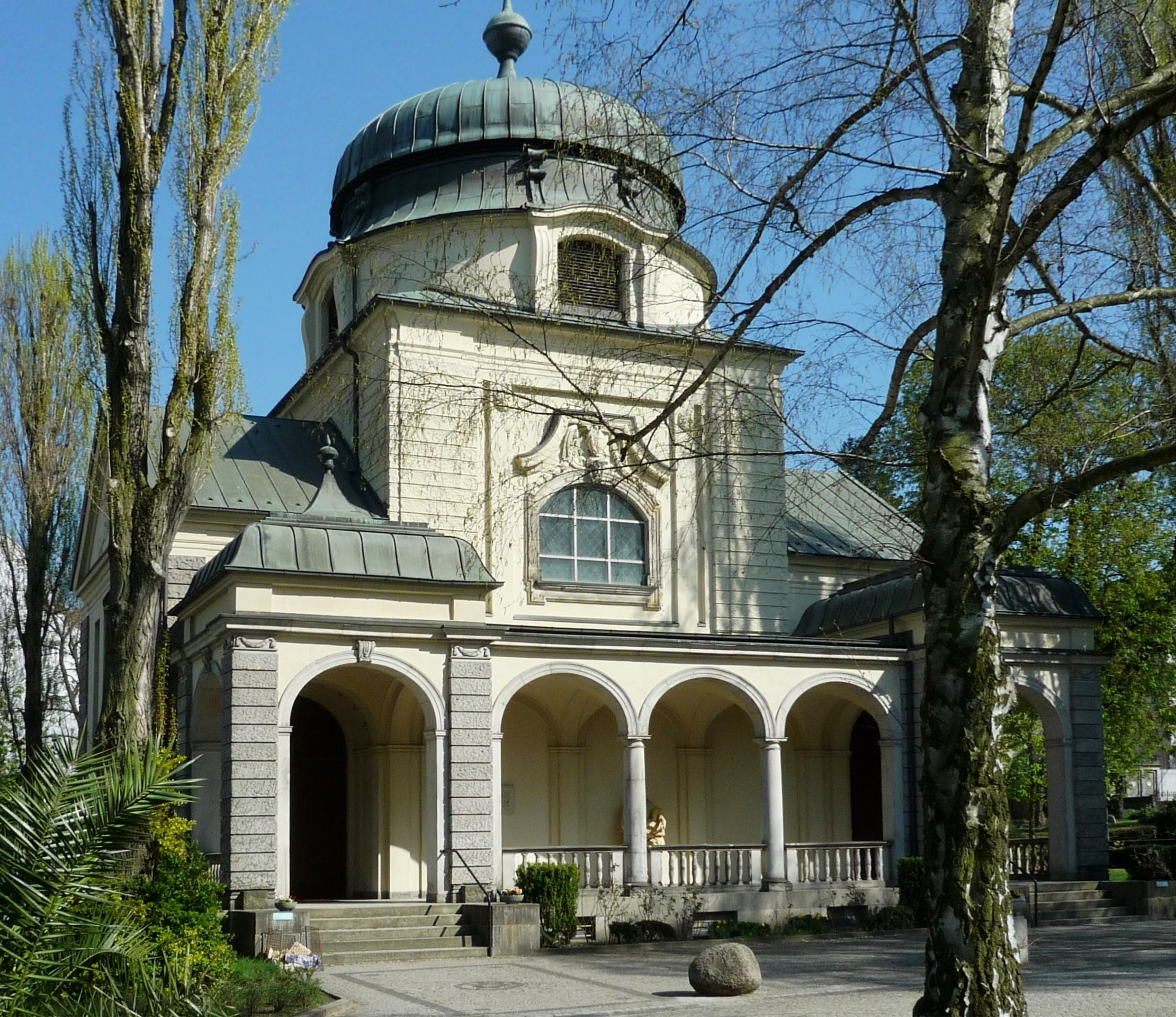
Die Friedhofskapelle (2010)

Der Alte St.-Matthäus-Kirchhof Berlin ist ein historischer Friedhof in Berlin mit vielen kulturhistorisch bedeutenden Grabmälern, die unter Denkmalschutz stehen. Der Kirchhof liegt zwischen der Großgörschen- und der Monumentenstraße im Ortsteil Schöneberg auf der sogenannten Roten Insel. Der Friedhof befindet sich auf dem Nordabhang des Teltow und fällt (ebenso wie der 500 Meter weiter östlich gelegene Kreuzberg) sanft zum Berliner Urstromtal ab, in dem die Spree fließt.

## Geschichte

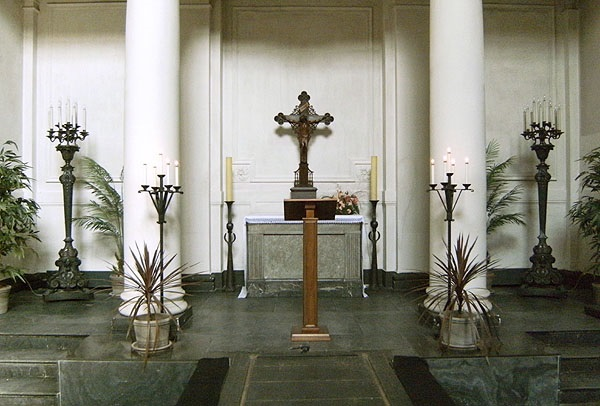
Altar der Friedhofskapelle mit restauriertem Kreuz und überarbeiteten historischen Kerzenleuchtern (2013)

Der Friedhof wurde am 25. März 1856 eingeweiht und gehört zu der im südlichen Tiergartenviertel – im 19. Jahrhundert noch als „Untere Friedrichsvorstadt“ bezeichnet – gelegenen St.-Matthäus-Gemeinde im Gebiet des heutigen Kulturforums, das bis zum Ende des Zweiten Weltkriegs auch als „Millionärsviertel“ bezeichnet wurde.

### Geschichte der St.-Matthäus-Gemeinde
Das im Zweiten Weltkrieg fast völlig zerstörte „Millionärsviertel“ war vor allem in der zweiten Hälfte des 19. Jahrhunderts eine der wohlhabendsten Gegenden in Berlin. Dort wohnten unter anderem reiche Kaufleute, Künstler, Wissenschaftler und höhere Beamte.
Die St.-Matthäus-Gemeinde entstand als Abspaltung der evangelischen Dreifaltigkeitsgemeinde, nachdem sich die Mitglieder der Parochie, die weitab der Dreifaltigkeitskirche an der heutigen Mohrenstraße in Berlin-Mitte lebten, dazu entschlossen, eine eigene Gemeinde mit eigener Kirche zu errichten. Am 5. Oktober 1843 wurde ein Kirchbauverein gegründet, der diese Aufgabe übernehmen und vorantreiben sollte, den Vorsitz führte der Geheime Rat Emil von Koenen (1796–1883). Ein Bauplatz für die St.-Matthäus-Kirche wurde dem Verein bereits im gleichen Jahr (am 9. Dezember) durch den Mediziner Vetter geschenkt, der das Gebiet zwischen der damaligen Tiergartenstraße und der Grabenstraße, dem heutigen Reichpietschufer, für den Bau erschließen wollte. Die Kirche sollte zentral in diesem Gebiet gebaut werden, damit die Matthäi-Kirchstraße mit dem Matthäi-Kirchplatz angelegt werden konnte. Am 1. Januar 1844 schickte von Koenen ein Schreiben an den preußischen König Friedrich Wilhelm IV. mit der Bitte um die Baugenehmigung für die Kirche. Diese erfolgte bereits am 27. Januar 1844, gemeinsam mit der Baugenehmigung für die Straße des Vetter. Der Kirchenbau erfolgte im Anschluss durch den Oberbaurat Friedrich August Stüler bis zum Oktober 1845. Als Pfarrer der neuen St.-Matthäus-Kirche wurde Carl Büchsel aus Brüssow berufen. Die Trennung der Parochie in die alte Dreifaltigkeitsgemeinde und die neue St.-Matthäus-Gemeinde erfolgte mit der Erklärung eines eigens dafür einberufenen Konsistoriums zum 5. Mai 1846 und die neue Kirche wurde am 17. Mai 1846 eingeweiht. Als Friedhof beider Gemeinden sollten allerdings weiterhin die Kirchhöfe der Dreifaltigkeitsgemeinde dienen.
Bis zum Jahr 1852 war die St.-Matthäus-Gemeinde durch das enorme Wachstum der Vorstädte Berlins auf über 15.000 Menschen angewachsen. Carl Büchsel ersuchte deshalb den König um die Genehmigung für einen zweiten Kirchenbau in der Gemeinde, um den Ansprüchen der wachsenden Gemeinde zu entsprechen. Die Gemeinde erstand am 28. Dezember 1858 ein Baugrundstück an der Bernburger Straße, an der bis zum 17. März 1861 die Lukaskirche nach Entwürfen des Bauinspektors Gustav Möller und Vorentwürfen Stülers entstand. Diese wurde in den Anfangsjahren als Filialkirche betrieben, also durch die St.-Matthäus-Gemeinde geleitet. Eine Trennung der Gemeinden erfolgte am 1. Januar 1865, der St.-Matthäus-Friedhof wurde jedoch weiterhin von beiden Gemeinden genutzt.
Im Jahr 1863 wurde in südlicher Nachbarschaft der St.-Matthäus-Gemeinde die Zwölf-Apostel-Gemeinde gegründet, die ab 1864 in einer provisorischen Kirche ihre Gottesdienste abhielt. 1874 wurde der Kirchenbau der Zwölf-Apostel-Kirche in der Nähe des Nollendorfplatzes abgeschlossen, und die Kirchengemeinde legte den Zwölf-Apostel-Kirchhof an der Kolonnenstraße an. Im Jahr 2000 ging die St.-Matthäus-Gemeinde mit ihrem alten Kirchhof in die Zwölf-Apostel-Gemeinde auf, die seitdem neben ihren eigenen beiden Friedhöfen auch den Alten St.-Matthäus-Kirchhof unterhält.

### Gründung und frühe Geschichte des St.-Matthäus-Friedhofs

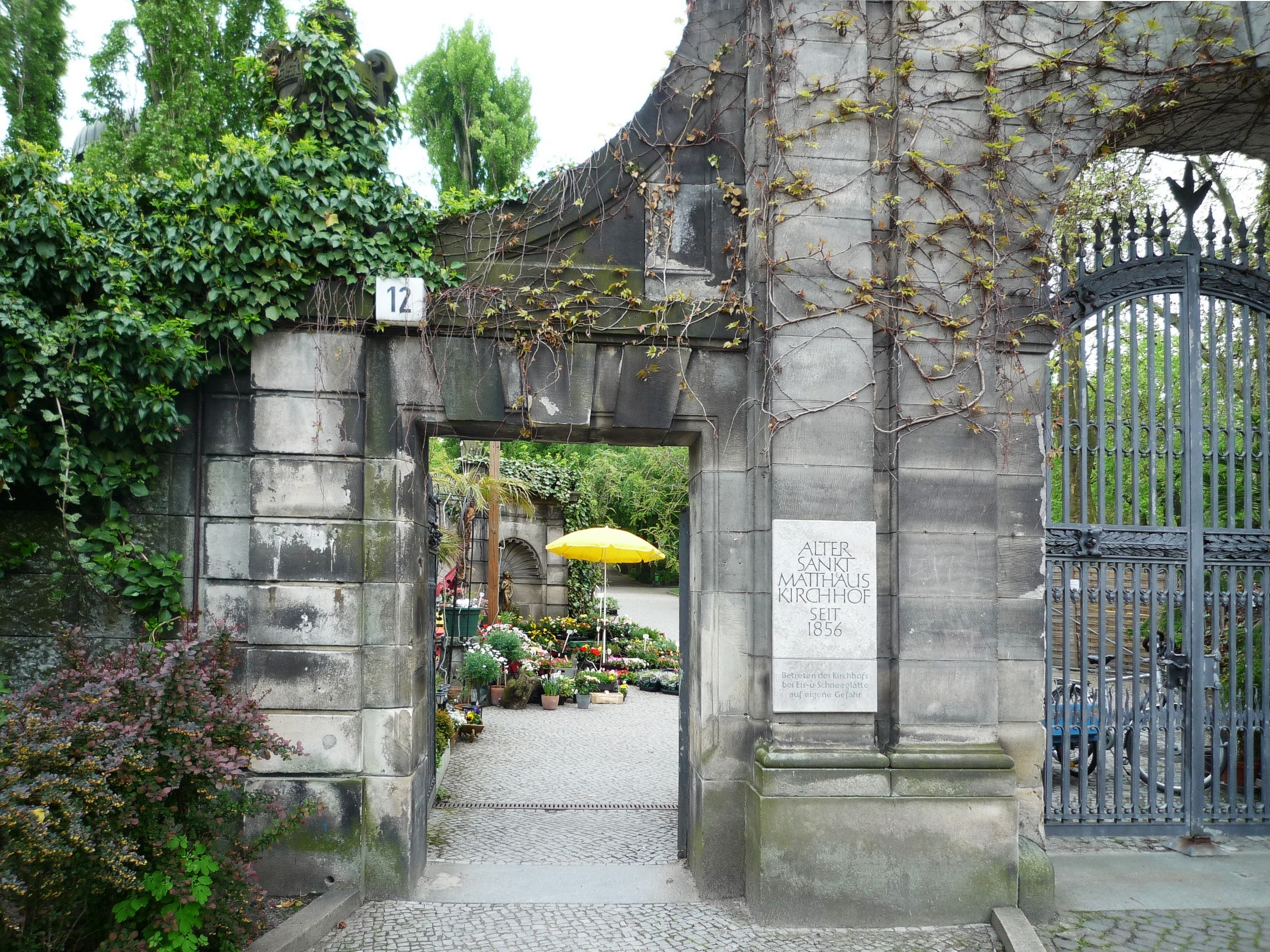
Eingang zum Friedhof von der Großgörschenstraße (2010)

Aufgrund der für die St.-Matthäus-Gemeinde ungünstigen Bedingungen bei der Nutzung der Friedhöfe der Dreifaltigkeitsgemeinde entstand bereits wenige Zeit nach der Trennung der beiden Parochien der Wunsch, einen eigenen Friedhof der Gemeinde anzulegen. 1853 ergab sich die Möglichkeit, ein großes Landstück des Gutsbesitzers Carl Friedrich Wilhelm Paetel zu kaufen und dort einen Friedhof anzulegen. Das Gelände befand sich am Hang zwischen den Anlagen der Berlin-Potsdamer Eisenbahn (eröffnet 1838) und der Berlin-Anhaltischen Eisenbahn (eröffnet 1841). Die Gemeinde erwarb das Gelände am 9. Juni 1854 für etwas mehr als 6000 Taler und richtete den Friedhof ein. In der Folge entstand ein großes Totengräberhaus sowie eine Friedhofsmauer, die das gesamte Gelände umgab. Die erste Beerdigung fand am 25. März 1856 statt, bei der die Frau des Rittmeisters Krottnauer-Petersen beerdigt wurde – die Grabstelle ist allerdings nicht mehr auffindbar, da die frühen Jahrgänge der Totenbücher verschollen sind.
Bereits am 1. Oktober 1863 wurde der Friedhof erstmals vergrößert. Zu diesem Zweck wurde an der östlichen Friedhofsseite ein Gelände angekauft, das dem preußischen Militärfiskus gehörte. Am 6. Dezember 1866 erstand die Gemeinde an der westlichen Seite ein weiteres Grundstück des Grundbesitzers Johann Friedrich Ludwig Grunow. Eine letzte Erweiterung erfolgte 1884 auf der Westseite, auf der ein Grundstück verkauft wurde, danach war in der Umgebung kein Grundstück mehr zu bekommen. Aus diesem Grunde errichtete die Gemeinde 1895/1896 einen zweiten Friedhof, den heutigen landeseigenen Friedhof Priesterweg.
Das Eingangstor zum Kirchhof befindet sich an der Großgörschenstraße, unmittelbar neben der Bahntrasse der Potsdamer Bahn und der 1891 eröffneten, parallel verlaufenden Wannseebahn. Die Wannseebahn erhielt hier einen ersten Bahnhof Großgörschenstraße südlich der gleichnamigen Straße, der 1939 nach Norden verlegt wurde.

### Neuere Geschichte des Friedhofs

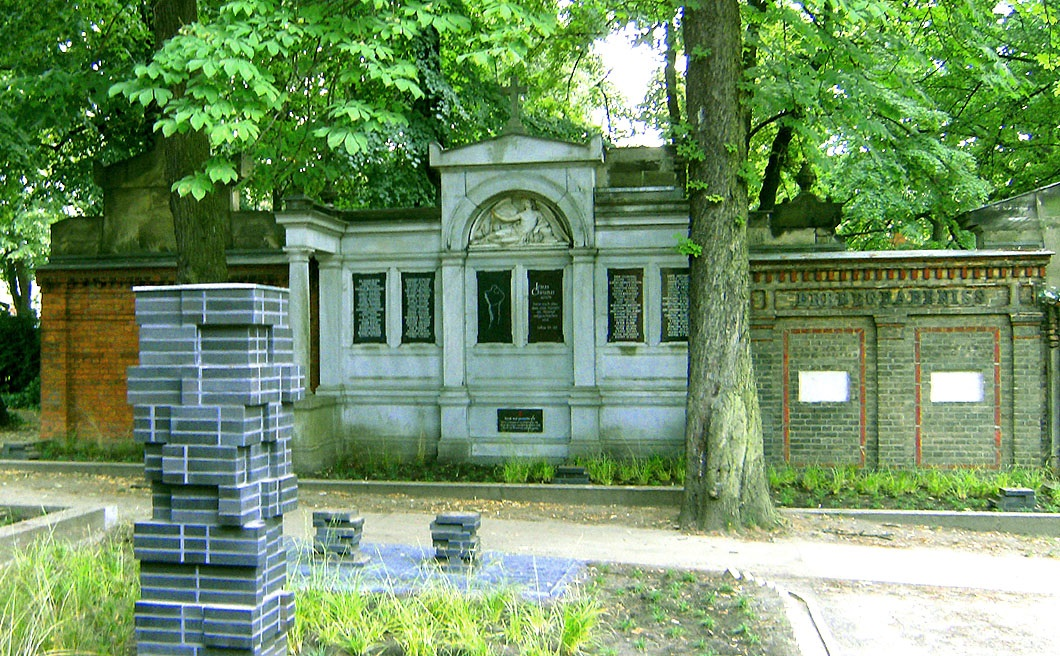
Denk mal positHIV, Neugestaltung 2015

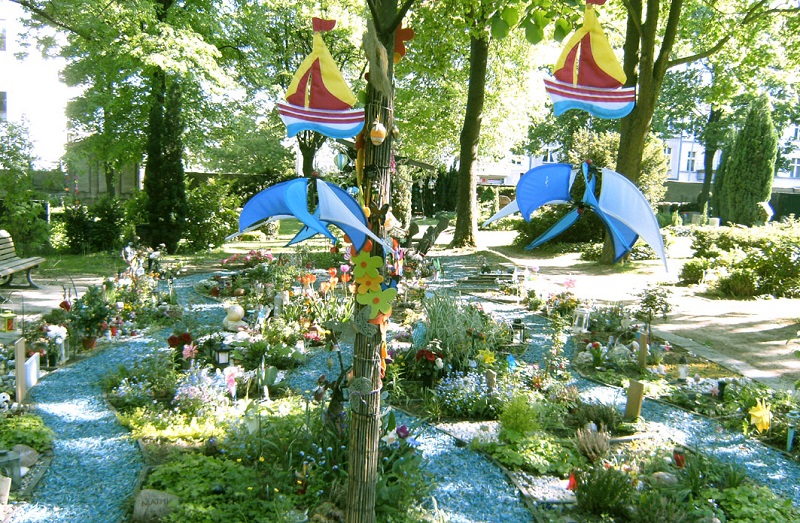
Garten der Sternenkinder II (2013)

In den Jahren 1907/1908 ließ die Gemeinde eine Kapelle als Zentralbau mit Kuppel in Barockmanier errichten, die von dem Architekten Gustav Werner entworfen und unter der Bauleitung von Baurat Carl Tesenwitz ausgeführt wurde.
Der Friedhof sollte im Rahmen der nationalsozialistischen Pläne für eine Welthauptstadt Germania aufgegeben werden. In den Jahren 1938 und 1939 wurde ein Drittel der Grabstätten im nördlichen Teil auf den Südwestkirchhof Stahnsdorf umgebettet. Um dem heutigen Besucher einen Eindruck vom Umfang der Veränderungen von 1938/1939 zu geben, wurde ein Gedenkstein am ehemaligen Standort des Erbbegräbnisses der Verlegerfamilie Langenscheidt aufgestellt. 2008 wurde dort durch EFEU e. V. mit Kunststudenten die Vorderansicht des Langenscheidt-Mausoleums als Wandmalerei an der Fassade eines angrenzenden Hauses angebracht. Das Mausoleum wurde 1938/1939 auf den Südwestkirchhof transloziert und ist dort erhalten.
Auf dem St.-Matthäus-Kirchhof ist ein Gedenkstein für die Widerstandskämpfer des Attentats vom 20. Juli 1944 um Claus Graf Schenk von Stauffenberg errichtet worden, die im Bendlerblock erschossen und an dieser Stelle begraben wurden. Wenig später wurden die Toten von der SS exhumiert, im Krematorium Wedding verbrannt und die Asche auf den Berliner Rieselfeldern verstreut.
Zu Beginn des 21. Jahrhunderts übernahm der eingetragene Verein Denk mal positHIV die Patenschaft für die ausgedehnte Grabstätte des Rentiers Albert Streichenberg, um einen Ort des Gedenkens und der Bestattung für Menschen mit HIV und AIDS in Berlin einzurichten. Das Marmorrelief eines Genius stammt von Rudolf Pohle. 2015 wurde die Grabstelle auf fünf Stellen vergrößert und erhielt durch einen Künstlerwettbewerb eine neue Gestaltung.
Im Jahr 2007 wurde der gemeinnützige Verein EFEU e. V. (Akronym für „Erhalten, Fördern, Entwickeln, Unterstützen“) gegründet, der sich seither für Erhalt und Pflege des Friedhofs sowie für Öffentlichkeitsarbeit durch Führungen, Ausstellungen und öffentliche Veranstaltungen einsetzt.
Im April 2008 wurde der zu den Vereinsprojekten gehörende Garten der Sternenkinder eingeweiht, eine Ruhe- und Gedenkstätte für Fehlgeburten, Totgeburten und Babys, die während oder kurze Zeit nach der Geburt gestorben sind. Bis zum Sommer 2017 entstanden bereits acht Gräberfelder.
Am Eingang des Friedhofs betreibt EFEU-Mitglied Bernd Boßmann, auch bekannt unter dem Künstlernamen Ichgola Androgyn, das Friedhofscafé Finovo. Es ist das erste Friedhofscafé Deutschlands und wurde im 2009er Restaurantführer der Zeitschrift Prinz als „Top-Location“ ausgezeichnet. Über ihn und sein Engagement für Friedhof, EFEU e. V. und den Garten der Sternenkinder entstanden bereits mehrere Dokumentarfilme, Fernseh- und Radioberichte sowie Zeitungsartikel.
Auf dem Friedhof an der Großgörschenstraße befanden sich 2015 noch 43 Gräber prominenter Persönlichkeiten, die als Ehrengrabstätten anerkannt sind und für deren Pflege und Erhalt das Land Berlin sorgt.

## Grabstätten

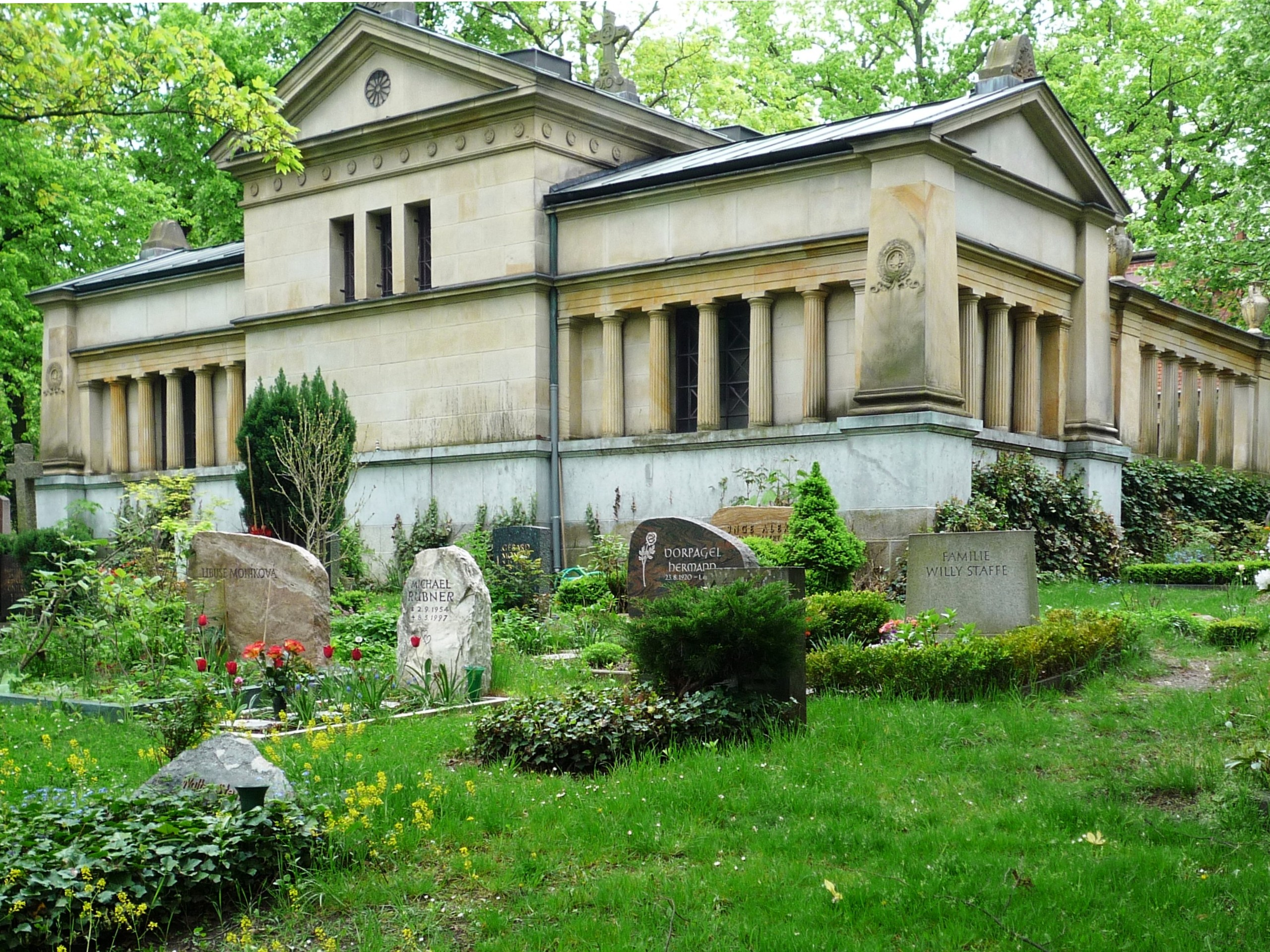
Mausoleum der Grabstätte Hansemann (2010)

Die monumentale Grabstätte der Familie Hansemann mit einem Atrium des Architekten Friedrich Hitzig stammt aus dem Jahr 1877, wurde 1902 von dem Architekten Hermann Ende um ein Mausoleum erweitert und 1986 restauriert. Bestattet sind dort unter anderem der Bankier und preußische Finanzminister David Hansemann, sein Sohn Adolph und dessen Ehefrau Ottilie, eine sozial engagierte Förderin der Frauenbewegung (Ottilie-von-Hansemann-Stiftung; Ottilie-von-Hansemann-Haus in Berlin-Charlottenburg).
Die Grabstätte im Stil der italienischen Renaissance des Ingenieurs und Papierfabrikanten Carl Hofmann (1836–1916) ist ein Werk des Architekten Bruno Schmitz. Die Marmorstatue stammt von Nikolaus Geiger. Das Grabmal wurde 1991/1992 im Auftrag der Stiftung Historische Kirchhöfe und Friedhöfe in Berlin und Brandenburg mit Hilfe der Stiftung Deutsche Klassenlotterie und im Jahr 2000 erneut restauriert und neu verpachtet. Dabei wurden der von Ernst Westphal gestaltete Namenszug „Hofmann“ im Giebelbereich und auch die „Inschriften für Amalie und Carl Hofmann“ beseitigt.

### Ehrengräber
Stand: Juli 2022

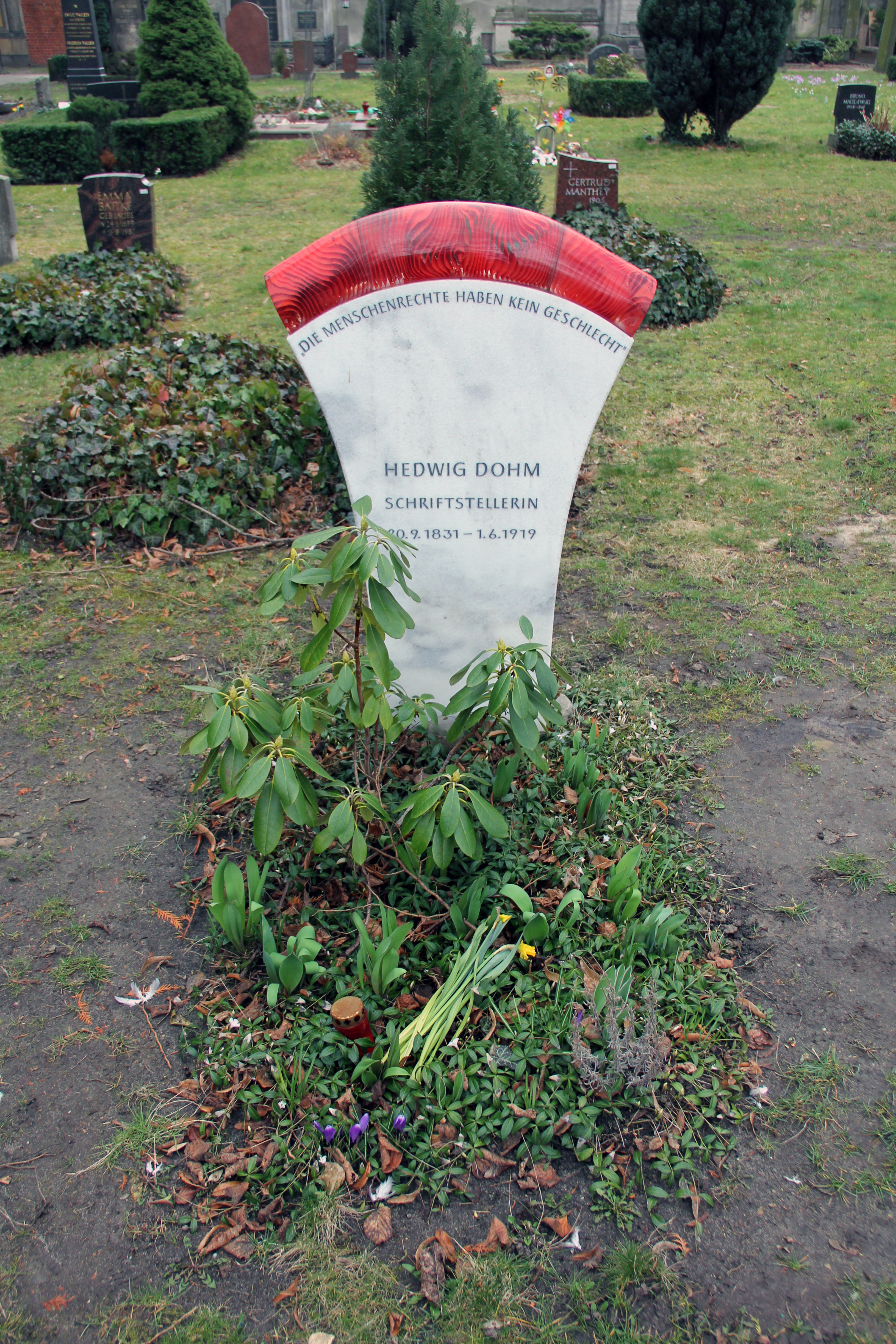
Grabstätte Hedwig Dohm; Lage 2007 wieder identifiziert und mit neuem Grabstein versehen (2016)

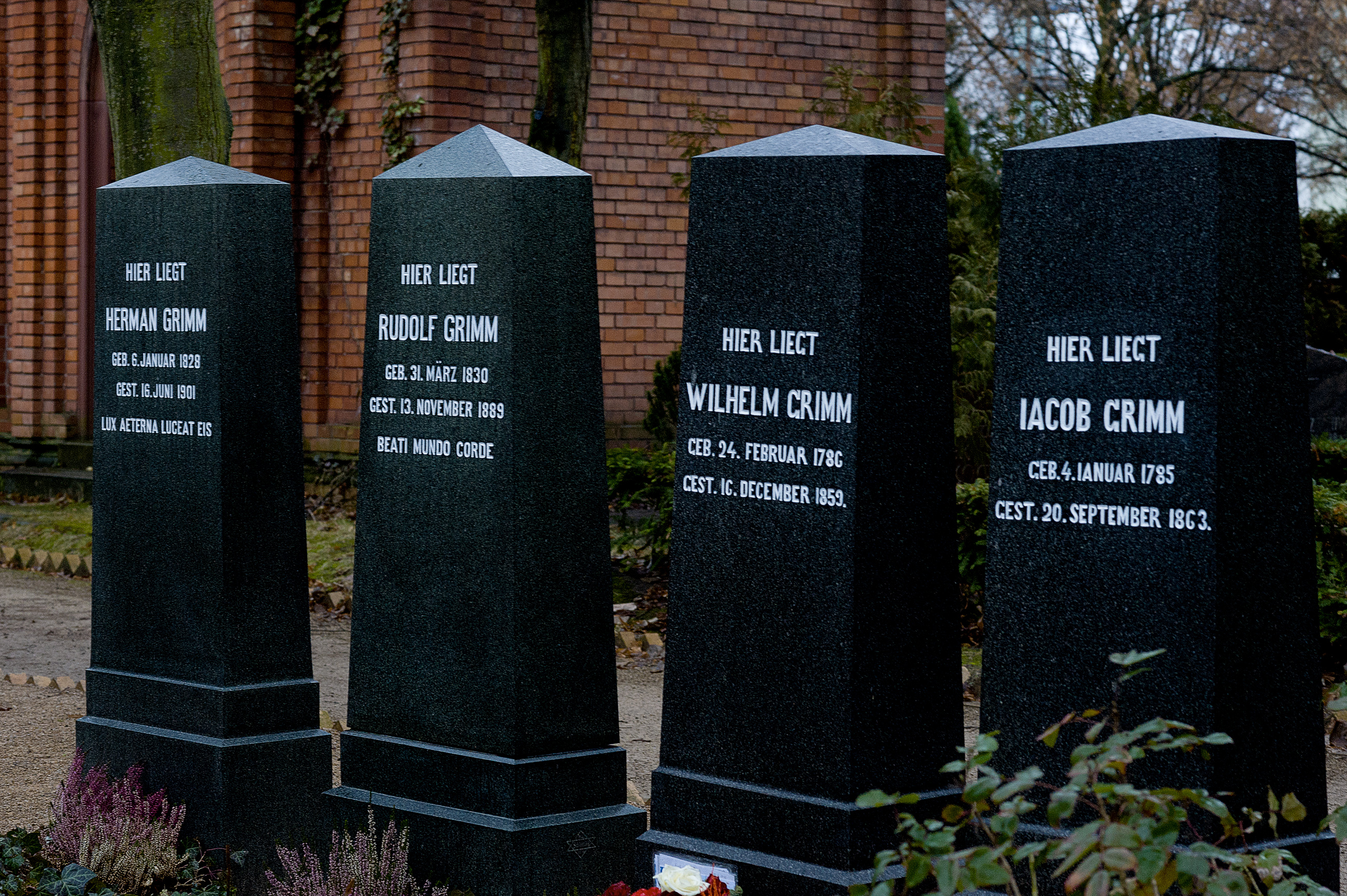
Grabstelle Grimm (2013)

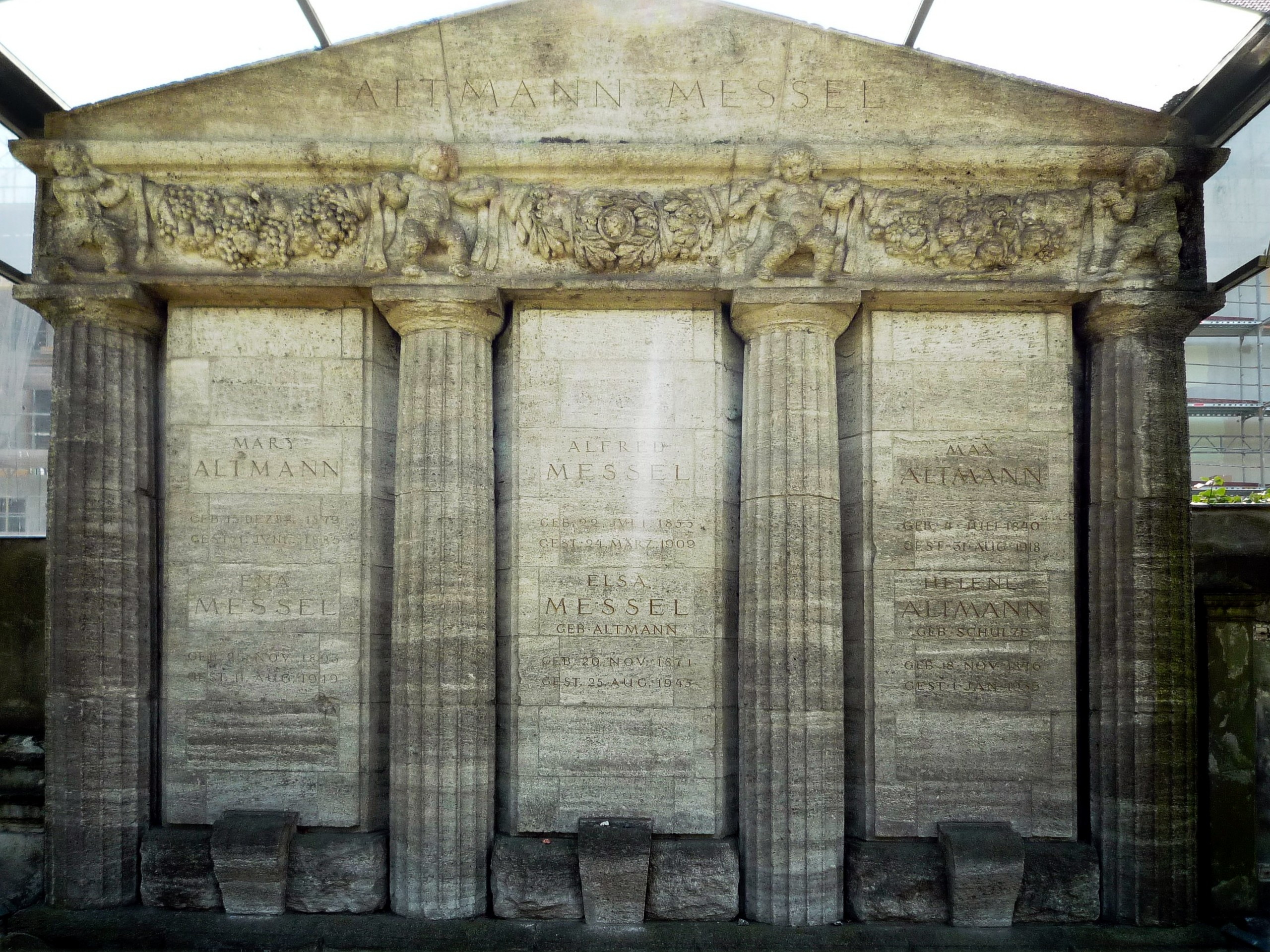
Grabstätte Alfred Messel (2010)

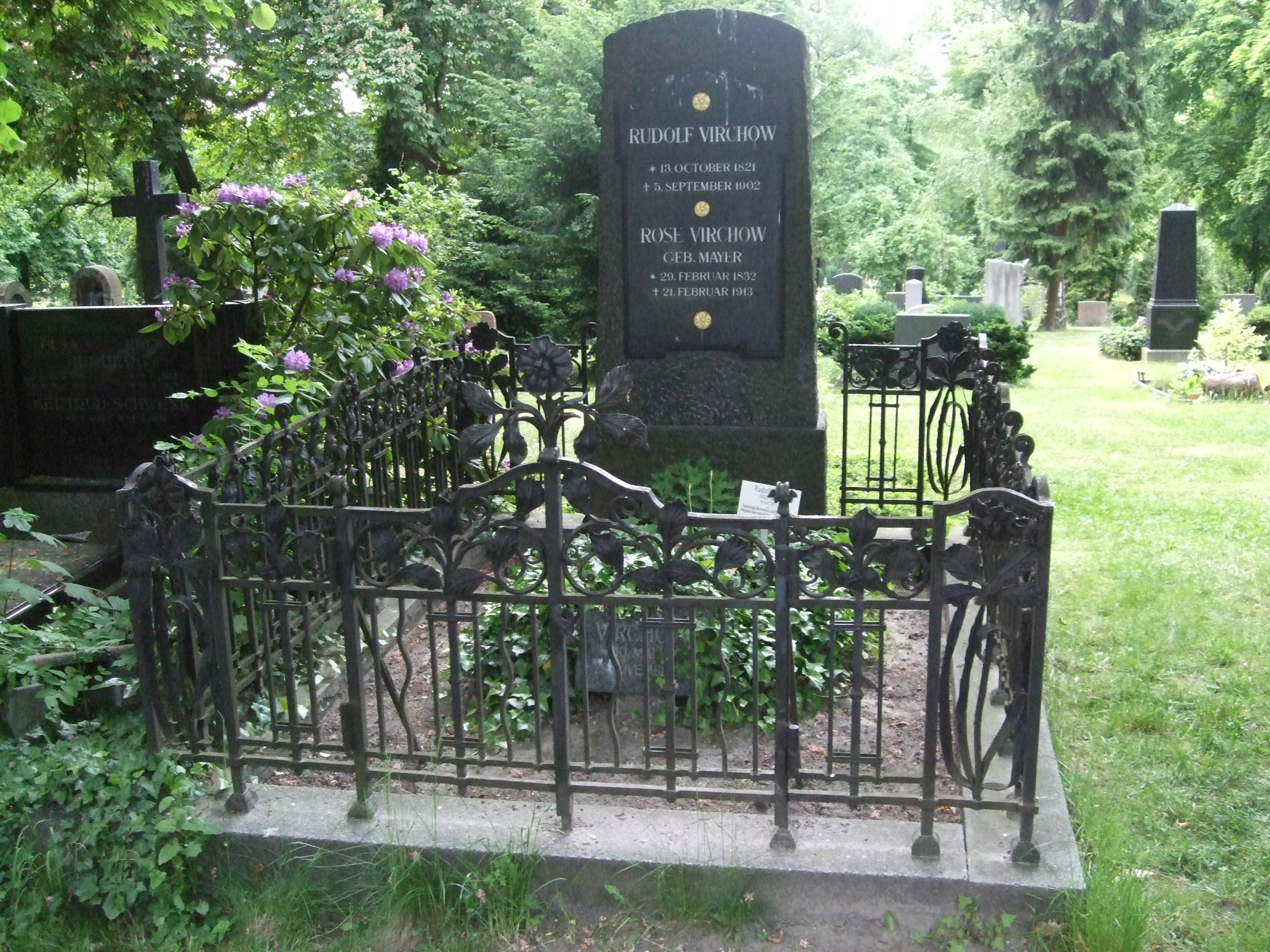
Grabstätte Rudolf Virchow (2008)

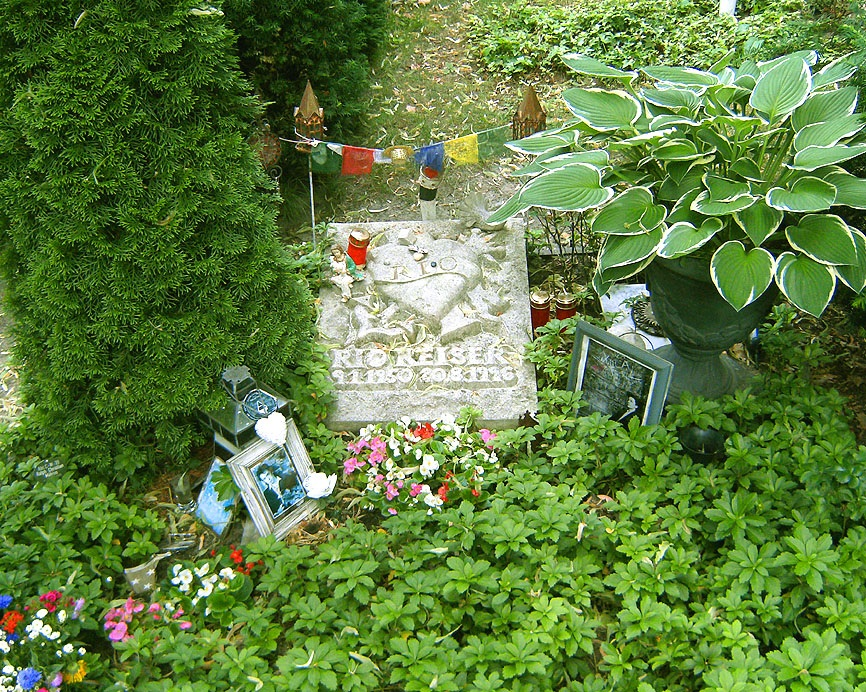
Grab von Rio Reiser, seit 2011 (2015)

- Heinrich Adolf von Bardeleben (1819–1895), Chirurg
- Gustav August Bock (1813–1863), Musikverleger, Mitbegründer des Verlages Bote & Bock
- Carl Bolle (1832–1910), Maurermeister, Grundstücksspekulant, Großunternehmer, Begründer des mobilen Milchhandels mit Bollewagen
- Max Bruch (1838–1920), Komponist und Dirigent
- Georg Büchmann (1822–1884), Sprachwissenschaftler (Geflügelte Worte)
- Minna Cauer (1841–1922), Frauenrechtlerin
- Ernst Curtius (1814–1896), Archäologe, Leiter des Alten Museums und des Antiquariums
- Hedwig Dohm (1831–1919), Schriftstellerin und Frauenrechtlerin, Großmutter von Katia Mann
- Friedrich Drake (1805–1882), Bildhauer (Viktoria auf der Siegessäule)
- August Wilhelm Dressler (1886–1970), Maler der Neuen Sachlichkeit
- Gustav Eberlein (1847–1926), Bildhauer, Maler und Schriftsteller
- Eduard Gerhard (1795–1867), Archäologe
- Rudolf von Gneist (1816–1895), Jurist, Politiker, Schwiegersohn des Altphilologen August Boeckh
- Jacob Grimm (1785–1863), Politiker, Germanist und Sammler deutscher Märchen
- Wilhelm Grimm (1786–1859), Germanist und Sammler deutscher Märchen
- David Hansemann (1790–1864), Bankier, liberaler Politiker, preußischer Finanzminister, Gründer der Berliner Disconto-Gesellschaft
- Adolf von Harnack (1851–1930), Theologe, Kulturhistoriker, erster Präsident der Kaiser-Wilhelm-Gesellschaft, Direktor der Königlichen Staatsbibliothek Unter den Linden, Vater des Staatsbeamten und Friedhofsforschers Ernst von Harnack (im Frühjahr 1945 hingerichtet)
- Friedrich von Hefner-Alteneck (1845–1904), Konstrukteur, Elektrotechniker, Ingenieur, Erfinder und enger Mitarbeiter von Werner von Siemens
- Wilhelm Ludwig Hertz (1822–1901), Verleger
- August von der Heydt (1801–1874), Bankier, Politiker, preußischer Handels- und Finanzminister
- Gustav Kirchhoff (1824–1887), Physiker
- August Kiß (1802–1865), Bildhauer (Kämpfende Amazone am Alten Museum, Heiliger Georg im Nikolaiviertel)
- Leopold Kronecker (1823–1891), Mathematiker
- Franz Theodor Kugler (1808–1858), Kunsthistoriker, Schriftsteller, Dichter des Volksliedes An der Saale hellem Strande
- Bernhard von Langenbeck (1810–1887), Chirurg
- Franz Freiherr von Lipperheide (1838–1906), Verleger der Zeitschrift Die Modewelt, Gründer der Kostümbibliothek
- Wilhelm Loewe (1814–1886), Arzt, linksliberaler Politiker, Vizepräsident der Frankfurter Nationalversammlung, Präsident des Rumpfparlaments
- Friedrich Matz (1843–1874), Archäologe
- Karl Wilhelm Mayer (1795–1868), Arzt, Gründer der Gesellschaft für Geburtshilfe Berlin
- Alfred Messel (1853–1909), Architekt (Wertheim-Bau am Leipziger Platz; Haus des Lette-Vereins)
- Eilhard Mitscherlich (1794–1863), Chemiker und Mineraloge
- Karl Müllenhoff (1818–1884), Altertumsforscher
- Robert von Olshausen (1835–1915), Arzt, Gynäkologe
- Carl Gottfried Pfannschmidt (1819–1887), Maler
- Hilde Radusch (1903–1994), aktiv im kommunistischen Widerstand gegen den Nationalsozialismus sowie in der Frauen- und Lesbenbewegung, Mitglied der Berliner Lesbengruppe L 74
- Rio Reiser (1950–1996), Musiker, Komponist und Schauspieler, Gründungsmitglied der Band Ton Steine Scherben
- Heinrich Rubens (1865–1922), Physiker
- Wilhelm Scherer (1841–1886), Germanist
- Heino Schmieden (1835–1913), Architekt (Büropartner u. a. von Martin Gropius)
- Simon Schwendener (1829–1919), Botaniker
- Gerhard Struve (1835–1904), Politiker, Stadtältester
- Georg Toebelmann (1835–1909), Architekt, Stadtrat und Stadtältester von Charlottenburg
- Rudolf Virchow (1821–1902), Arzt, Archäologe, Anthropologe und Sozialpolitiker

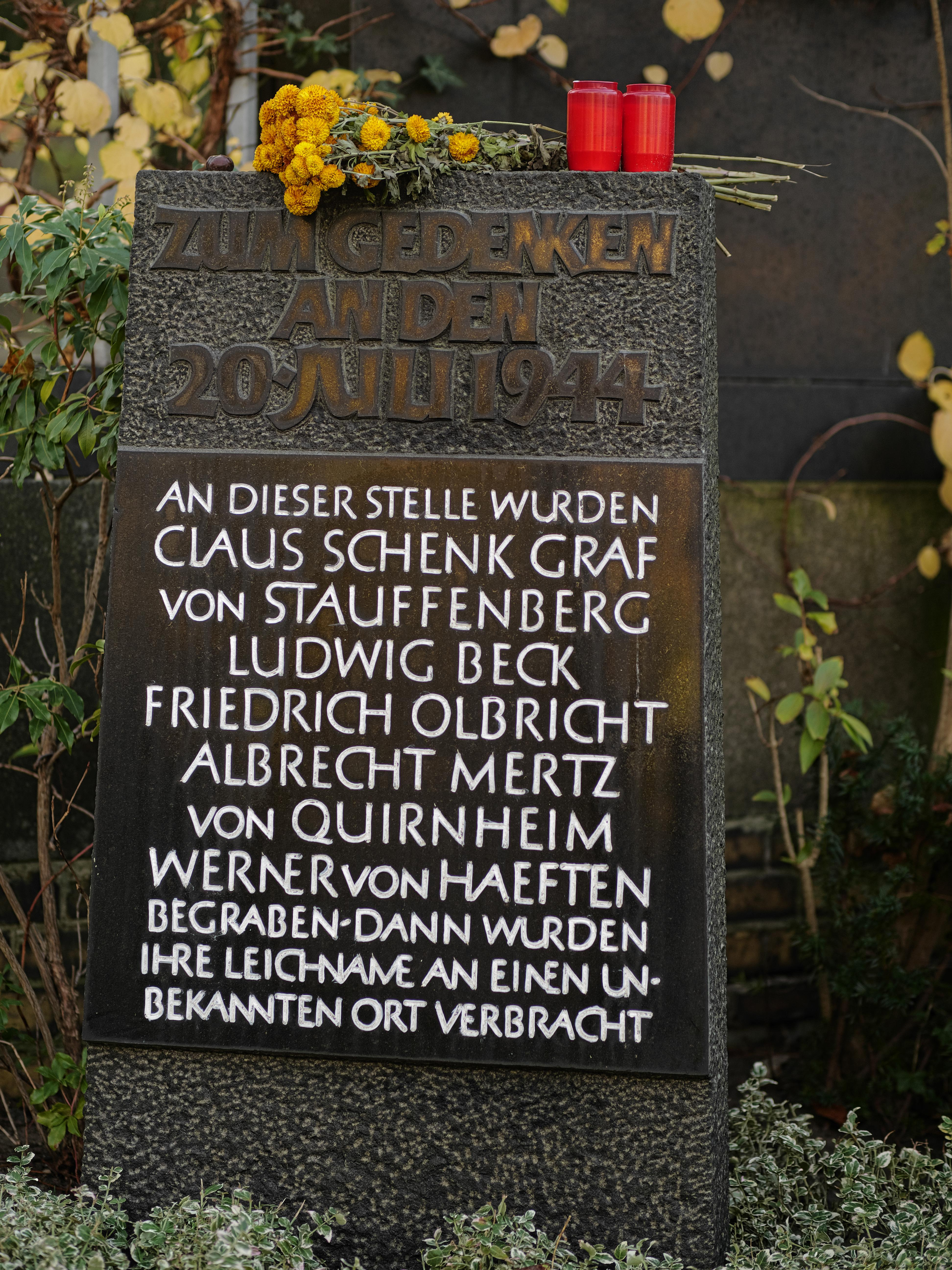
Gedenkstein für die kurzzeitig hier bestatteten Männer des 20. Juli 1944
Lage:

Außerdem befindet sich auf dem Friedhof ein Gedenkstein für die Widerstandskämpfer des Attentates vom 20. Juli 1944 mit den Namen folgender Personen:
- Ludwig Beck (1880–1944)
- Werner von Haeften (1908–1944)
- Friedrich Olbricht (1888–1944)
- Albrecht Mertz von Quirnheim (1905–1944)
- Claus Schenk Graf von Stauffenberg (1907–1944)

### Weitere Gräber von Interesse

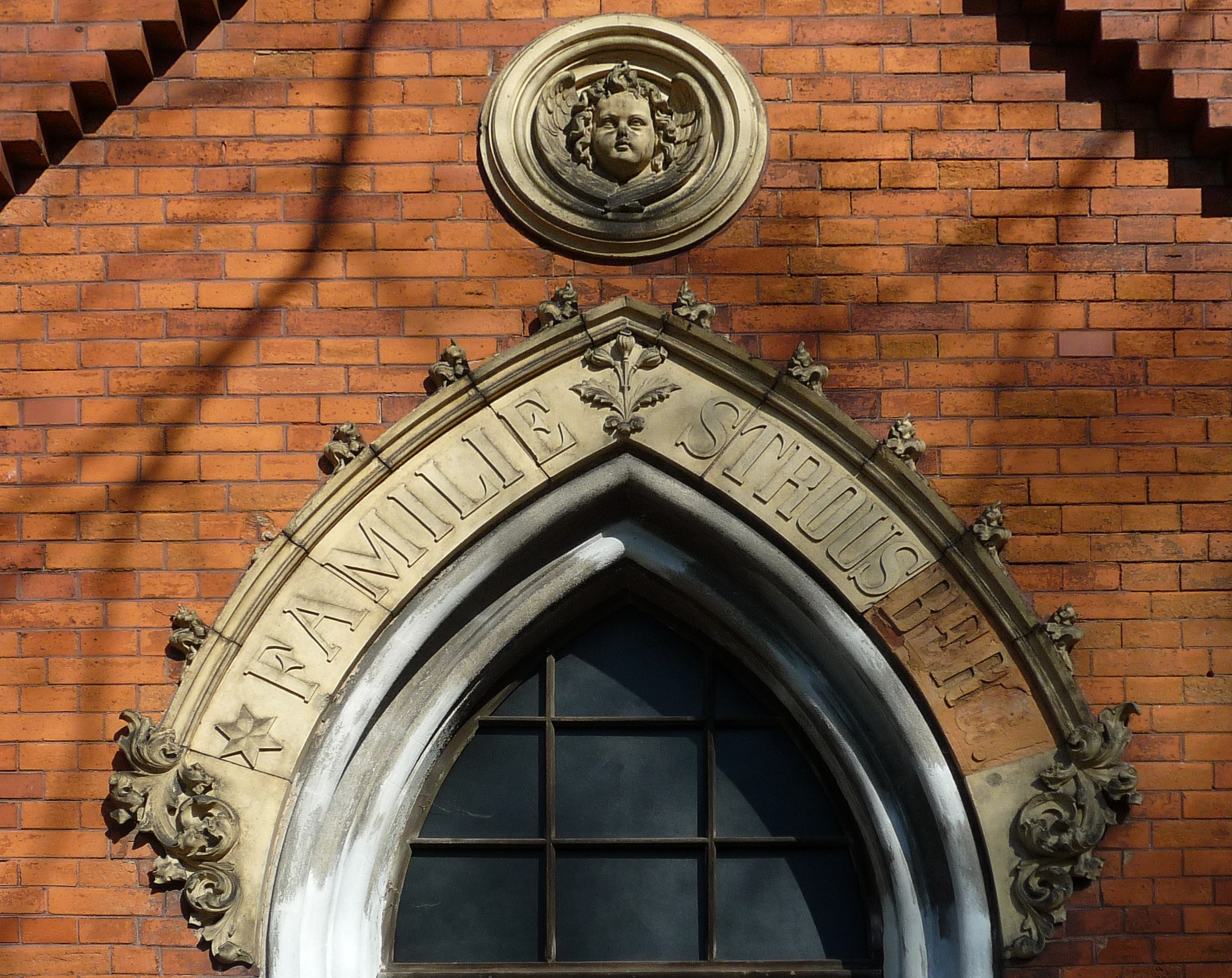
Mausoleum Bethel Henry Strousberg, Teilansicht

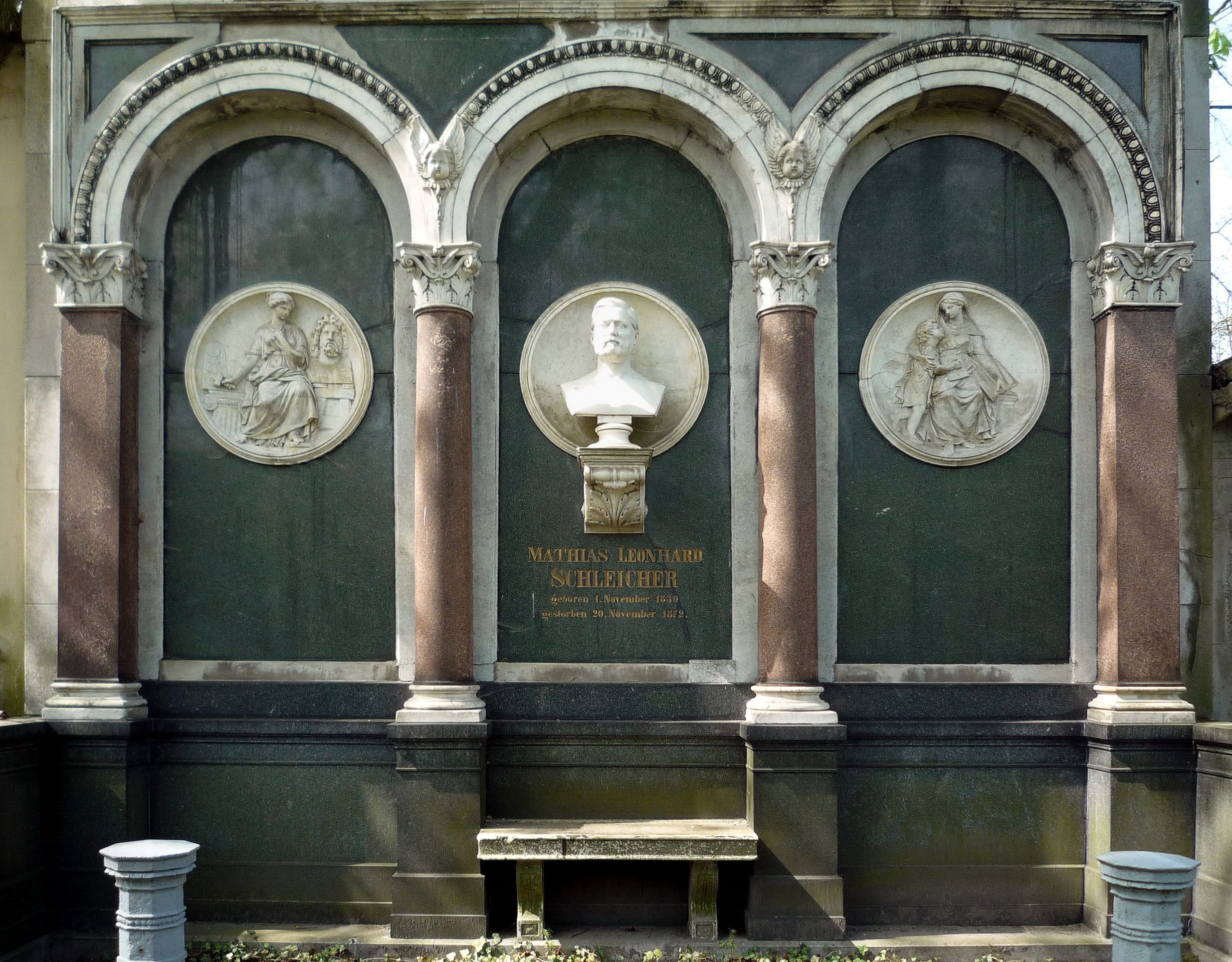
Grabstelle Schleicher

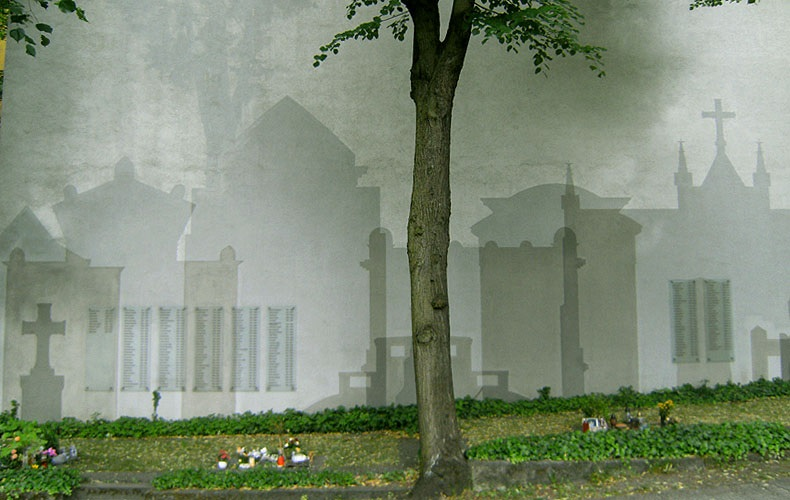
Gestalteter Urnenhain, Gemeinschaftsgrabstelle

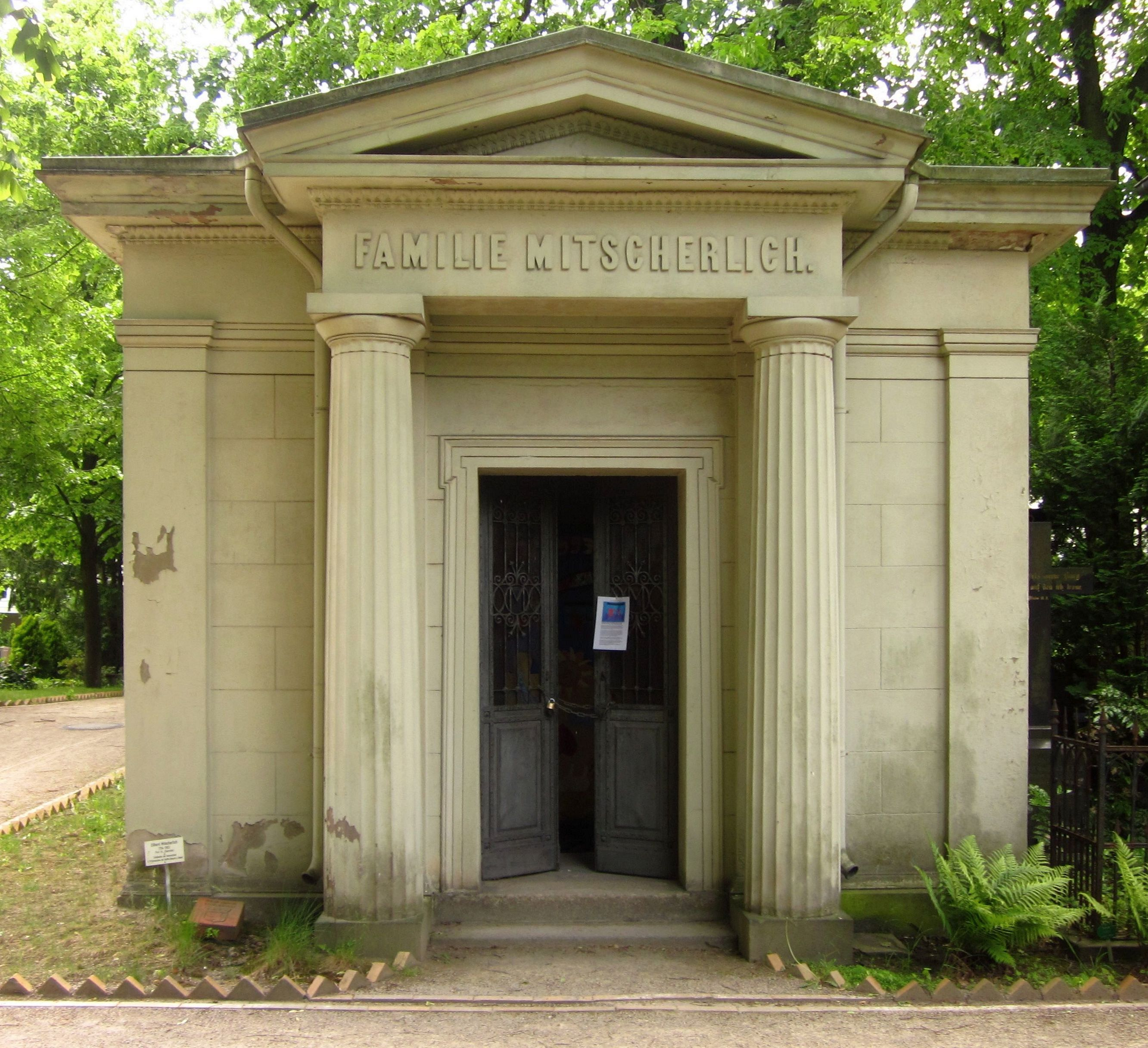
Mausoleum der Familie Mitscherlich, Grabstätte u. a. von Eilhard Mitscherlich und Gustav Heinrich Wiedemann

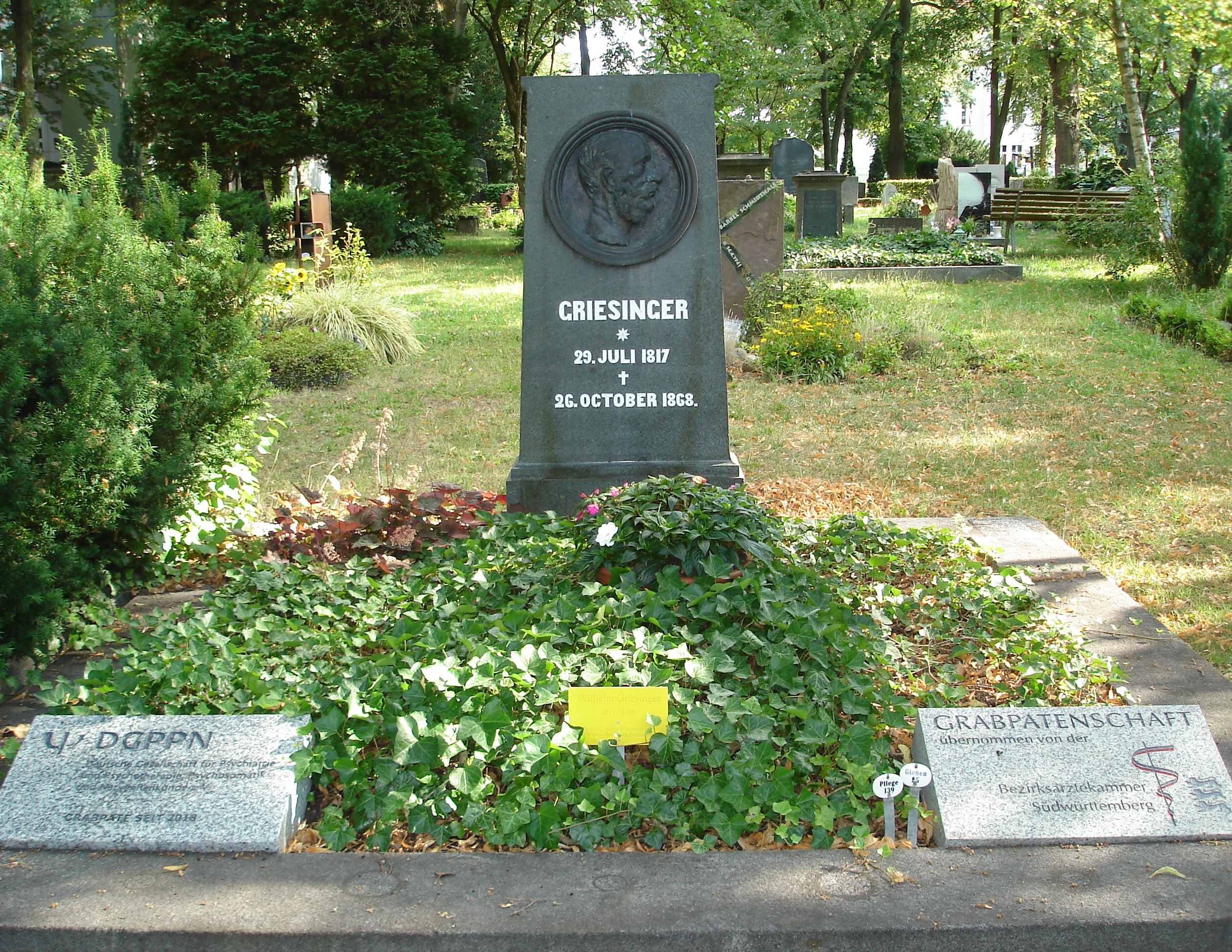
Grab des Psychiaters und Internisten Wilhelm Griesinger; ehemaliges Ehrengrab

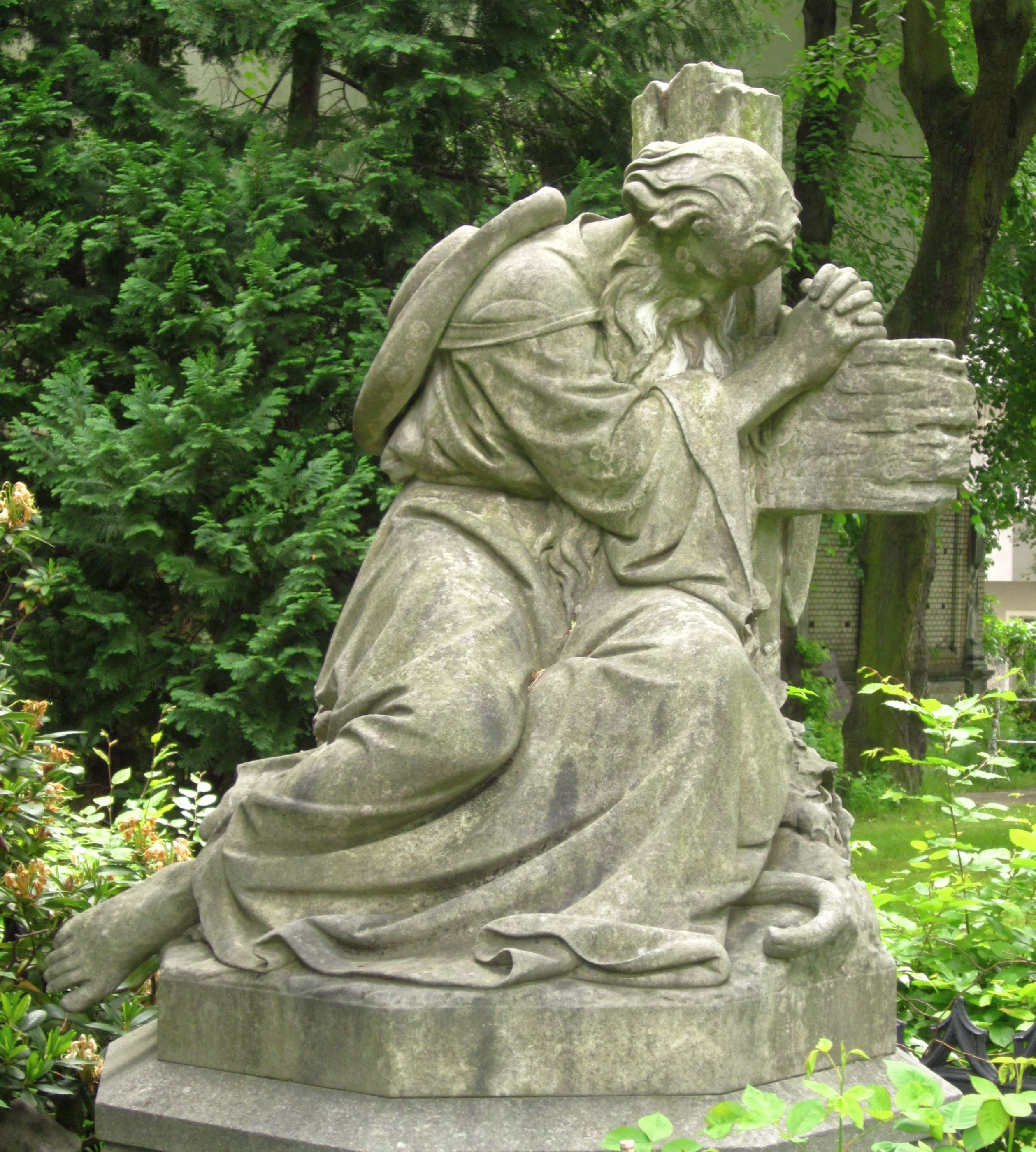
Skulptur Pilger, am Kreuz zur ‚Letzten Rast‘ niedergesunken (um 1875) auf dem Erbbegräbnis Katsch, geschaffen von Rudolf Pohle

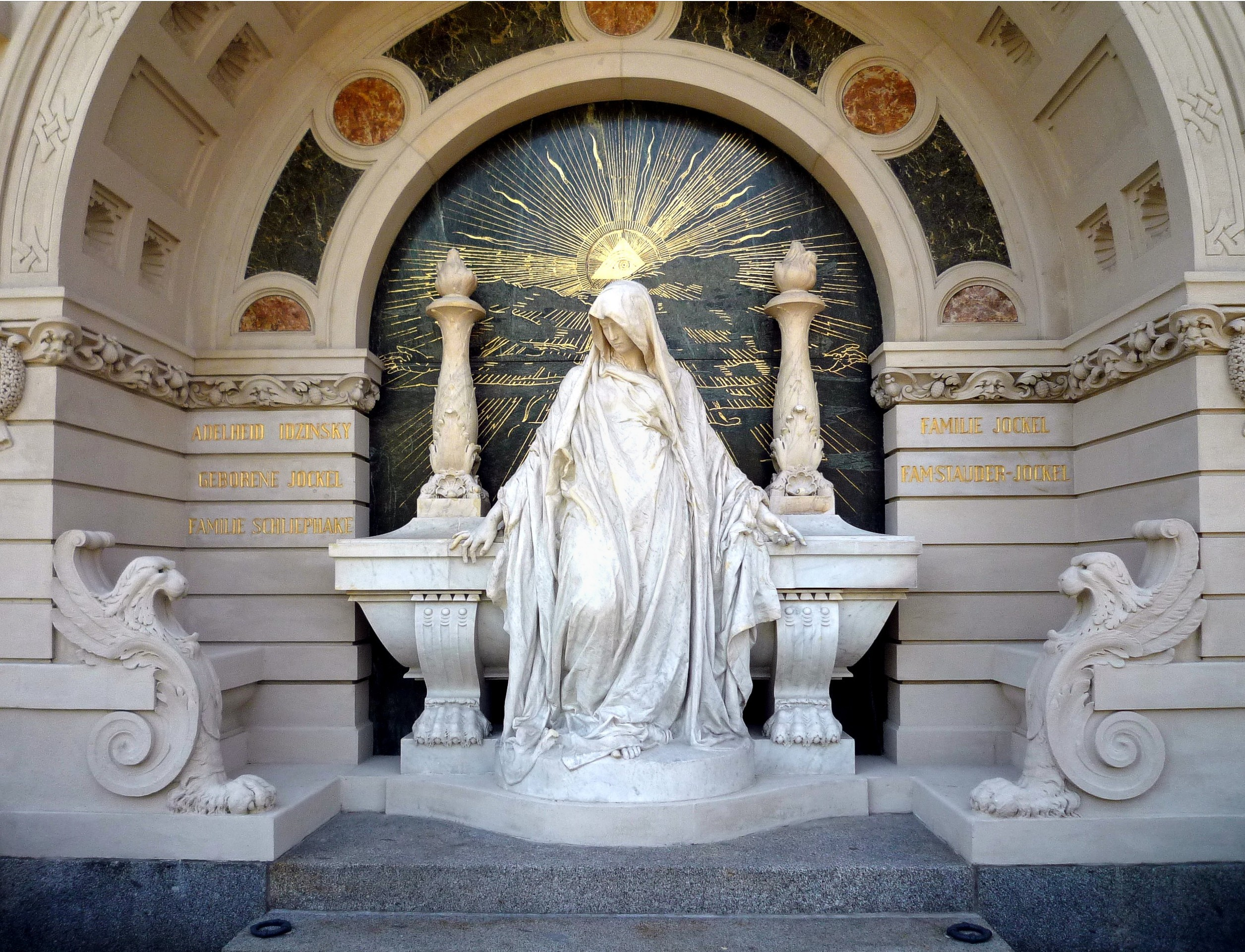
Ehemalige Grabstätte Carl Hofmann, entworfen von Bruno Schmitz, Statue von Nikolaus Geiger, Teilansicht

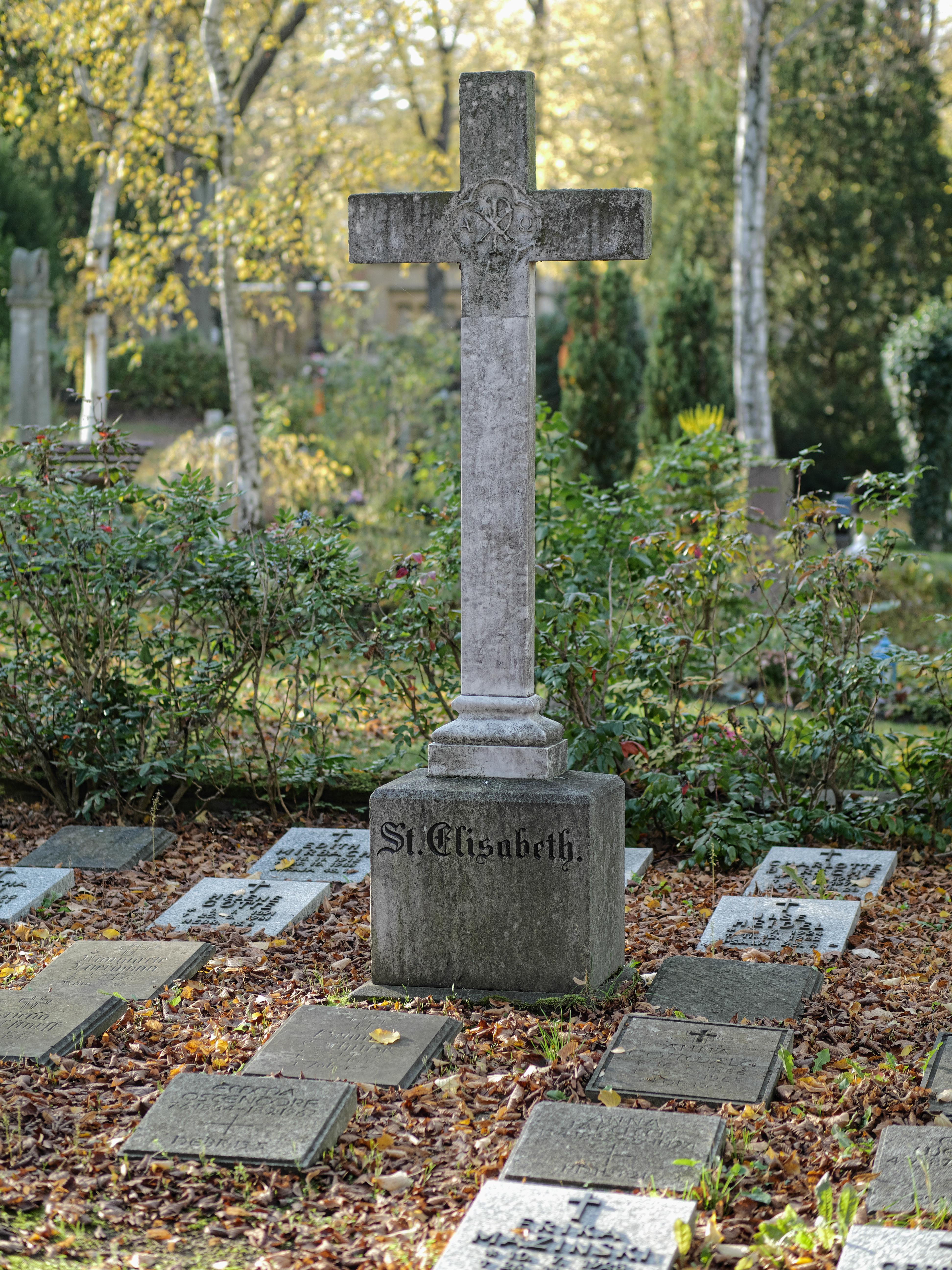
Grabkreuz auf der Sammelgrabstelle der Sankt-Elisabeth-Diakonissinnen
Lage:

- René Ahlberg (1930–1995), Soziologe
- Carl Theodor Albrecht (1843–1915), Geodät und Astronom (1987–2009: Ehrengrab)
- Johannes Angern (1861–1938), Generalmajor
- Oliver Axer (1962–2011), Industrie-Designer, Filmemacher, Grimme-Preisträger, Musikproduzent, Bauhaus-Galerist
- May Ayim (1960–1996), Dichterin
- Jürgen Baldiga (1959–1993), Fotograf, Schriftsteller, Künstler
- Wolfgang Becker (1954–2024) Filmregisseur, Kameramann, Filmproduzent
- F. W. Bernstein (1938–2018), Zeichner, Dichter und Lehrer, Mitbegründer des Satiremagazins Titanic
- Theresia Birkenhauer (1955–2006), Theaterwissenschaftlerin und Dramaturgin
- Tabea Blumenschein (1952–2020), Schauspielerin und Malerin
- Silvia Bovenschen (1946–2017), Literaturwissenschaftlerin, Schriftstellerin
- Carl Büchsel (1803–1889), evangelischer Theologe (bis 2005: Ehrengrab)
- Joachim Bumke (1929–2011), Germanist, Mediävist, Hochschullehrer
- Emil von Burchard (1836–1901), Politiker und Staatssekretär im Reichsschatzamt
- Françoise Cactus (1964–2021), Musikerin, Autorin
- Peter Calmeyer (1930–1995), vorderasiatischer Archäologe.
- Otto von Camphausen (1812–1896), preußischer Finanzminister
- Erich Caspar (1879–1935), Historiker (1987–2009: Ehrengrab)
- Franz Erich Caspar (1849–1927), Rechtswissenschaftler und Ministerialbeamter
- Ludwig von Cuny (1833–1898), Jurist und Politiker
- Heinrich Dade (1866–1923), Agrarwissenschaftler
- Ludwig Dessoir (1810–1874), Schauspieler
- Adolf Diesterweg (1790–1866), Schulreformer (1952–2011: Ehrengrab)
- Hermann Duddenhausen (1826–1912), Verwaltungsjurist, Ministerialbeamter
- Julius Elwanger (1807–1878), Beamter, Politiker, Oberbürgermeister von Breslau
- Wolf Dieter Enkelmann (1955–2022), Philosoph
- Gustav Erdmann (1853–1923), Architekt
- Julius Ewald (1811–1891), Geologe, Paläontologe
- Egmont Fassbinder (1945–2023), Schwulen-Aktivist und Verleger
- Alexander Flinsch (1834–1912), Papierfabrikant, Aquarellmaler, Kunstsammler
- Sigismund von Förster (1856–1934), General der Infanterie
- Friedrich Theodor von Frerichs (1819–1885), Internist und Augenarzt
- Karl Friederichs (1831–1871), Archäologe
- Adolf-Henning Frucht (1913–1993), Arzt und Physiologe
- Lazarus Fuchs (1833–1902), Mathematiker (1987–2009: Ehrengrab)
- Henry Gill (1824–1893), Ingenieur, Erbauer und Direktor der Berliner Wasserbetriebe (1992–2017: Ehrengrab)
- Helga Goetze (1922–2008), Künstlerin, Schriftstellerin, politische Aktivistin
- Heinrich von Goßler (1841–1927), General der Infanterie, preußischer Kriegsminister
- Wilhelm Griesinger (1817–1868), Psychiater und Internist (1990–2012: Ehrengrab)
- Herman Grimm (1828–1901), Kunsthistoriker, Goethe-Forscher, Sohn von Wilhelm Grimm
- Justus von Gruner (1807–1885), Diplomat und Politiker
- Paul Güterbock (1844–1897), Mediziner und Hochschullehrer
- Nicolaus Prinz Handjery (1836–1900), Jurist und Politiker
- Adolph von Hansemann (1826–1903), Bankier, Großunternehmer, konservativer Politiker
- Fritz David von Hansemann (1886–1971), Politiker
- Gustav Hartmann (1835–1888), Generaldirektor der Victoria-Versicherung
- Hans Peter Hauschild (1954–2003), Kulturwissenschaftler, AIDS-Aktivist, Vorstand der Deutschen AIDS-Hilfe (Gemeinschaftsgrabstätte Denk mal positHIV)
- Hartmut Häußermann (1943–2011), Stadtsoziologe
- Immanuel Hegel (1814–1891), Verwaltungsjurist, Konsistorialpräsident der Provinz Brandenburg (1952–2015: Ehrengrab)
- Andreas Herder (1964–2018), Schauspieler
- Rolf Hochhuth (1931–2020), Schriftsteller
- Jörg Hoffmann (1936–1993), Bildhauer und Maler
- Ernst von Holleben (1815–1908), Jurist und preußischer Kanzler
- Georg von Hollen (1845–1900), Vizeadmiral
- Johannes Horkel (1820–1861), Rektor des Domgymnasiums Magdeburg
- Urs Jaeggi (1931–2021), Soziologe, Schriftsteller und bildender Künstler
- David Kalisch (1820–1872), Mitbegründer der Zeitschrift Kladderadatsch, Schwiegersohn des Besitzers von Albrechts Hof (Restaurant, Badeanstalt etc.) im Tiergarten (1990–2014: Ehrengrab)
- Ernst Kamieth (1896–1951), Oberwagenwerkmeister der Deutschen Reichsbahn
- Gerhardt Katsch (1887–1961), Arzt und Begründer der Diabetologie in Deutschland (bestattet im 1873 angelegten Erbbegräbnis der Familie Katsch, mit Skulptur von Rudolf Pohle)
- Hermann Katsch (1853–1924), Maler, Vater von Gerhardt Katsch (bestattet im Erbbegräbnis der Familie Katsch)
- Markus Klaer (1968–2020), deutscher Politiker
- Paul Kleinert (1839–1920), evangelischer Theologe
- Almut Klotz (1962–2013), Musikerin, Autorin
- Kasper König (1943–2024), Ausstellungsmacher und Hochschullehrer
- Peter Kuiper (1929–2007), Schauspieler
- Martin Kukula (1957–2013) Kameramann
- Ferdinand Karl Friedrich von Kusserow (1792–1855), preußischer Generalleutnant
- Hans von Kusserow (1911–2001), Tänzer, Choreograf
- Heinrich von Kusserow (1836–1900), Diplomat und Politiker
- Ludwig Ferdinand Wilhelm von Kusserow (1835–1899), preußischer Generalmajor
- Bertha Lent (1849–1891), Ehefrau von Alfred Lent (1836–1915), Bankier und Architekt (Lehrter Bahnhof)
- Otto Ferdinand Lorenz (1838–1896), Architekt, Oberbaudirektor (Grabstein mit von Otto Gradler geschaffenem Porträtmedaillon)
- Gudula Lorez (1944–1987), Verlegerin, Publizistin
- Leberecht Maaß (1863–1914), Konteradmiral
- Ovo Maltine (1966–2005), Berliner Stadtoriginal, AIDS-Aktivistin, Kabarettistin
- Reinhard von der Marwitz (1946–1995), Autor, Schwulen-Aktivist, Mitbegründer des Cafés Anderes Ufer
- Albert von Maybach (1822–1904), Politiker, erster Präsident des Reichseisenbahnamtes, preußischer Staatsminister (1987–2009: Ehrengrab)
- Louis Mayer (1829–1890), Gynäkologe (1987–2009: Ehrengrab)
- Carl Mengewein (1852–1908), Komponist und Dirigent
- Andreas Meyer-Hanno (1932–2006), Opernregisseur, Hochschullehrer und Schwulen-Aktivist, Gründer der Hannchen-Mehrzweck-Stiftung
- Libuše Moníková (1945–1998), deutschsprachige Schriftstellerin tschechischer Herkunft
- Friedrich Ludwig Theodor Müller (1811–1893), Beamter und Politiker
- Maina-Miriam Munsky (1943–1999), Malerin des Kritischen Realismus
- Paul Parey (1842–1900), Verleger (Wild und Hund)
- Heidi Paris (1950–2002) und Peter Gente (1936–2014), Verlegerpaar des Merve Verlags
- Friedrich Paulsen (1846–1908), Philosoph und Pädagoge (1956–2014: Ehrengrab)
- Tilo Prückner (1940–2020) Theater- und Filmschauspieler
- Karl Otto von Raumer (1805–1859), Politiker und Staatsminister (1956–2017: Ehrengrab)
- Eberhard von der Recke von der Horst (1847–1911), Verwaltungsjurist, Politiker, preußischer Innenminister
- Gustav Richter (1823–1884) Historien- und Porträtmaler, Schwiegersohn von Giacomo Meyerbeer
- Chris Roberts, eigentlich Christian Franz Klusáček (1944–2017), Schlagersänger
- Graciano Rocchigiani (1963–2018), Boxer
- Ludwig von Rönne (1804–1891), Jurist, Publizist, Politiker
- Birgit Rommelspacher (1945–2015), Pädagogin
- Ottokar Runze (1925–2018), Schauspieler, Regisseur, Filmproduzent und Synchronsprecher
- Bruno S. (1932–2010), Schauspieler
- Manfred Salzgeber (1943–1994), Filmaktivist, Filmverleiher, Leiter der Sektion Panorama der Berlinale
- Xaver Scharwenka (1850–1924), Komponist, Pianist, Musikpädagoge (1957–2014: Ehrengrab)
- Johann Anton Scheibe (1819–1869), Gründer einer lithografischen Anstalt, Bildhauer, Maler (1990–2015: Ehrengrab)
- Hermann von Schelling (1824–1908), Jurist, Politiker, preußischer Staats- und Justizminister
- Hans Scherer (1938–1998), Journalist, Autor (Remeurs Sünden)
- Ursula Scheu (1943–2019), Psychologin und Autorin
- Alexis Bravmann Schmidt (1818–1903), Journalist, Philosoph und Ordensmeister des Freimaurerordens
- Alexander Schoeller (1852–1911), Bankier
- Jürgen Schutte (1938–2018), Literaturwissenschaftler
- Georg Schweitzer (1850–1940), Publizist, Journalist, Reiseschriftsteller
- Napoleon Seyfarth (1953–2000), AIDS- und Schwulen-Aktivist, Autor (Schweine müssen nackt sein)
- Maximilian Sladek (1875–1925), Schauspieler
- Peter Sorge (1937–2000), Maler, Zeichner und Grafiker des Kritischen Realismus
- Ernst Spindler (1854–1916), Architekt, Erdmann & Spindler
- Ferdinand Springer senior (1846–1906), Verleger
- Friedrich Julius Stahl (1802–1861), konservativer Publizist, Begründer der Kreuz-Zeitung (bis 2005: Ehrengrab)
- Julius Reinhold Stöckhardt (1831–1901), Vortragender Rat, Komponist
- August Julius Streichenberg (1814–1878), Bildhauer, Hochschullehrer
- Arthur Strousberg (1850–1873), Rentier (Mausoleum Strousberg an der Ostwand)
- Bethel Henry Strousberg (1823–1884), Unternehmer, Mäzen, „Eisenbahnkönig“, Vater von Arthur Strousberg (Mausoleum Strousberg an der Ostwand)
- Hans-Georg Stümke (1941–2002), Historiker, Schriftsteller
- Heinrich von Sybel (1817–1895), Historiker (1952–2013: Ehrengrab)
- Wilhelm von Tettau (1872–1929), Architekt
- Georg Toebelmann (1835–1909), Architekt, Kommunalpolitiker
- Heinrich von Treitschke (1834–1896), Historiker (Büste gestohlen; 1952–2003: Ehrengrab)
- Theodor von Troschke (1810–1876), Generalleutnant
- Gunter Trube (1960–2008), gehörloser Schauspieler und Gebärdensprachdozent
- Nikolaus Utermöhlen (1958–1996), Musiker und Künstler
- Hansjörg Utzerath (1926–2024), Theaterregisseur und Intendant
- Georg Waitz (1813–1886), Rechtshistoriker (1991–2014: Ehrengrab)
- Louis Wandelt (1823–1871), Musikpädagoge (Grabmal mit Porträtmedaillon von Martin Wolff)
- Fabian Weinecke (1968–2012) Maler, Zeichner und Lyriker
- Fritz Werner (1865–1939), Unternehmer, Gründer von Fritz Werner Werkzeugmaschinen
- Gustav Heinrich Wiedemann (1826–1899), Physiker (im Mausoleum der Familie Mitscherlich)
- Hugo von Winterfeld (1836–1898), General der Infanterie
- August Wredow (1804–1891), Bildhauer und Gründer der Kunstschule Wredow in Brandenburg an der Havel (1987–2009: Ehrengrab)

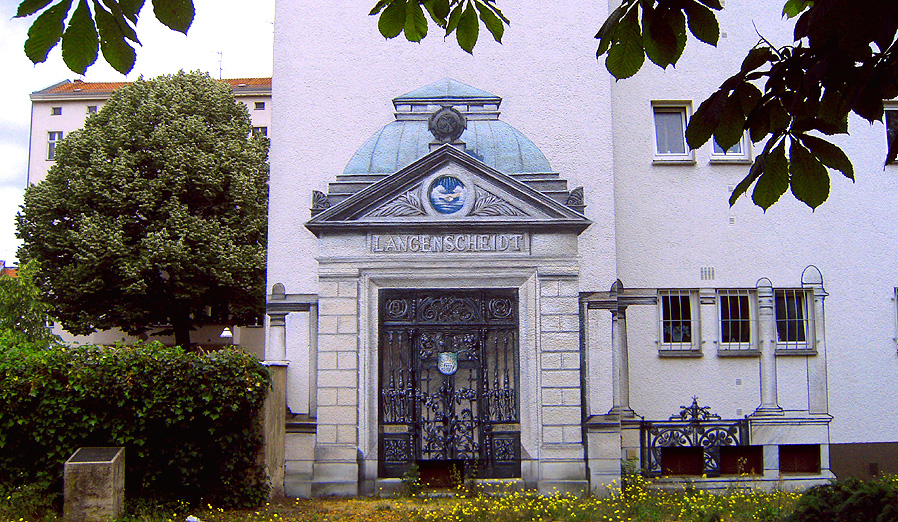
Wandmalerei des Langenscheidt-Mausoleums

### Nicht erhaltene Grabstätten
- Eduard Aber (1810–1899), Verleger und Buchhändler
- Wilhelm von Amann (1839–1928), General der Infanterie
- Alfred von Auerswald (1797–1870), Generallandschaftsdirektor, preußischer Staatsminister
- Karl Bardt (1843–1915), Philologe, Pädagoge, Direktor des Joachimsthalschen Gymnasiums
- Theodor Bartus (1858–1941), Seemann, Forschungsreisender, Museumstechniker, Konservator
- Adolf Bastian (1826–1905), Arzt, Ethnologe, Gründungsdirektor des Museums für Völkerkunde Berlin (1938/1939 auf den Südwestkirchhof Stahnsdorf umgebettet, dort heute ein Ehrengrab)
- Julius Becher (1842–1907), Arzt (1938/1939 auf den Südwestkirchhof Stahnsdorf umgebettet)
- Karl Becker (1820–1900), Historienmaler, Präsident der Preußischen Akademie der Künste
- Felix von Bendemann (1848–1915), Admiral
- August von Bernuth (1808–1889), preußischer Staats- und Justizminister
- Georg Beseler (1809–1888), Jurist, Hochschullehrer, Politiker, Mitglied des Preußischen Herrenhauses
- Wilhelm von Bezold (1837–1907), Physiker, Meteorologe (1938/1939 auf den Südwestkirchhof Stahnsdorf umgebettet)
- Karl Eduard Biermann (1803–1892), Maler
- Gottlieb Biermann (1824–1908), Maler
- Heinrich Georg von Boguslawski (1827–1884), Hydrograph, Sektionschef im Hydrographischen Institut der Kaiserlichen Admiralität
- Paul du Bois-Reymond (1831–1889), Mathematiker
- Carl August Bolle (1821–1909), Botaniker, Ornithologe, Sammler
- Paul Albrecht Börner (1829–1885), Mediziner, Publizist
- Robert Bosse (1832–1901), Politiker, preußischer Kultusminister
- Heinrich Brunner (1840–1915), Rechtshistoriker
- Karl Georg Bruns (1816–1880), Jurist, Rechtswissenschaftler
- Johann Ludwig Casper (1796–1864), Rechtsmediziner, Schriftsteller
- Paul Clauswitz (1839–1927), Berliner Stadtarchivar
- Hugo Conwentz (1855–1922), Botaniker, Begründer der Naturdenkmalpflege (1938/1939 auf den Südwestkirchhof Stahnsdorf umgebettet; dort von 1952 bis 2014 Ehrengrab)
- Otto Dambach (1831–1899), Jurist, Hochschullehrer (1938/1939 auf den Südwestkirchhof Stahnsdorf umgebettet)
- August Dillmann (1823–1894), Theologe, Orientalist, Professor der Theologie
- Ernst Dohm (1819–1883), Humorist, Mitbegründer der satirischen Zeitschrift Kladderadatsch
- Albert Eulenburg (1840–1917), Mediziner, Sexualforscher (1938/1939 auf den Südwestkirchhof Stahnsdorf umgebettet)
- Georg Evert (1856–1914), Verwaltungsjurist, Präsident des Preußischen Statistischen Landesamts
- Ernst Ewald (1836–1904), Maler (1938/1939 auf den Südwestkirchhof Stahnsdorf umgebettet)
- Adolf Eybel (1808–1882), Maler, Lithograf, Professor an der Berliner Kunstakademie
- Eduard Fleck (1804–1879), Jurist, Generalleutnant, Lehrer an der Kriegsakademie, Generalauditeur der preußischen Armee
- Heinrich von Friedberg (1813–1895), Jurist, Politiker, preußischer Staats- und Justizminister
- Paul Fuß (1844–1915), Oberbürgermeister von Kiel
- Otto Gaebel (1837–1906), Verwaltungsjurist, Präsident des Reichsversicherungsamtes (1938/1939 auf den Südwestkirchhof Stahnsdorf umgebettet)
- Wilhelm Gentz (1822–1890), Maler
- Ismael Gentz (1862–1914), Maler, Zeichner und Lithograf, Sohn von Wilhelm Gentz
- Franz Goerke (1856–1931), Herausgeber, Fotograf, Direktor der Urania in Berlin
- Heinrich Gottfried Grimm (1804–1884), Mediziner, Generalstabsarzt, Chef des Militärmedizinalwesens
- Walter Gropius senior (1848–1911), Architekt, Baubeamter, Vater von Walter Gropius (1938/1939 auf den Südwestkirchhof Stahnsdorf umgebettet; dort auch das von Rudolf Scheibe entworfene Grabdenkmal)
- François Haby (1861–1938), königlicher Hoffriseur, Parfümfabrikant (bald nach der Beisetzung auf den Südwestkirchhof Stahnsdorf umgebettet; nach 1945 auf den Friedhof Heerstraße umgebettet)
- Robert Hausmann (1852–1909), Cellist, Professor an der Königlichen Hochschule für Musik
- August Wilhelm Heffter (1796–1880), Jurist, Professor der Rechte
- Victor Hehn (1813–1890), Kulturhistoriker
- Christian Heidecke (1837–1925), Architekt, Königlicher Baurat (1938/1939 auf den Südwestkirchhof Stahnsdorf umgebettet)
- Gustav Hempel (1819–1877), Verleger
- Theodor Hemptenmacher (1853–1912), Verwaltungsjurist, Bankier (1938/1939 auf den Südwestkirchhof Stahnsdorf umgebettet)
- Carl Heinrich Hermann (1802–1880), Maler
- Ludwig Herrig (1816–1889), Philologe, Begründer vom Archiv für das Studium der neueren Sprachen und Literaturen
- William Lewis Hertslet (1839–1898), Bankier, Schriftsteller, Verfasser von Der Treppenwitz der Weltgeschichte
- George Hesekiel (1819–1874), Journalist, Schriftsteller
- Otto Heyden (1820–1897), Maler
- Ernst Hildebrand (1833–1924), Maler
- Georg Hiltl (1826–1878), Schauspieler, Regisseur, Schriftsteller
- Otto von Hoffmann (1833–1905), Verwaltungsjurist, Präsident der preußischen Hauptverwaltung der Staatsschulden (1938/1939 auf den Südwestkirchhof Stahnsdorf umgebettet)
- Carl Gustav Homeyer (1795–1874), Jurist, Rechtshistoriker, Germanist
- Fedor Jagor (1816–1900), Ethnograph, Forschungsreisender (1938/1939 auf den Südwestkirchhof Stahnsdorf umgebettet)
- Max Jordan (1837–1906), Kunsthistoriker (1938/1939 auf den Südwestkirchhof Stahnsdorf umgebettet; dort heute ein Ehrengrab)
- Johannes Kaempf (1842–1918), Bankier, Politiker, Reichstagspräsident (1938/1939 auf den Südwestkirchhof Stahnsdorf umgebettet)
- August Theodor Kaselowsky (1810–1891), Maler
- Hermann Kawerau (1852–1909), Musiker, Musikpädagoge (1938/1939 auf den Südwestkirchhof Stahnsdorf umgebettet)
- Hugo von Kirchbach (1809–1887), General der Infanterie
- Adolf Kirchhoff (1826–1908), Philologe, Altertumsforscher
- Julius von Kirchmann (1802–1884), Jurist, Schriftsteller, Politiker
- Otto Knigge (1835–1883), Maler, Kupferstecher
- Karl Heinrich Koch (1809–1879), Botaniker
- Friedrich Ernst Koch (1862–1927), Komponist, Musikpädagoge
- Richard von Koch (1834–1910), Jurist, Präsident der Reichsbank
- Ernst Kossak (1814–1880), Schriftsteller, Kritiker, Feuilletonist
- Leberecht von Kotze (1850–1920), Kammerherr, Hofzeremonienmeister, Namensgeber der „Kotze-Affäre“
- Friedrich Kraus (1826–1894), Maler
- Mite Kremnitz (1852–1916), Schriftstellerin
- Stephan Löffler (1877–1929), Maschinenbauingenieur, Konstrukteur, Hochschullehrer (1938/1939 auf den Südwestkirchhof Stahnsdorf umgebettet)
- Otto Ludwig Krug von Nidda (1810–1885), Beamter, Oberberghauptmann, Mitglied des Reichstags
- Konrad Küster (1842–1931), Mediziner, Publizist (1938/1939 auf den Südwestkirchhof Stahnsdorf umgebettet)
- Harry Lamberts-Paulsen (1895–1928), Schauspieler, Kabarettist
- Felix Lewald (1855–1914), Verwaltungsjurist, Oberfinanzrat (1938/1939 auf den Südwestkirchhof Stahnsdorf umgebettet)
- August Lucae (1835–1911), Mediziner, Professor für Ohrenheilkunde
- Richard Lucae (1829–1877), Architekt (1938/1939 auf den Südwestkirchhof Stahnsdorf umgebettet)
- Jean Lulvès (1833–1889), Genremaler (1938/1939 auf den Südwestkirchhof Stahnsdorf umgebettet)
- Adolph Bernhard Marx (1795–1866), Komponist, Musikwissenschaftler und -theoretiker (1938/1939 auf den Südwestkirchhof Stahnsdorf umgebettet)
- August Meitzen (1822–1910), Statistiker, Nationalökonom, Agrarhistoriker (1938/1939 auf den Südwestkirchhof Stahnsdorf umgebettet)
- Ella Mensch (1859–1935), Schriftstellerin, Pädagogin, Frauenrechtlerin
- Johann Georg Meyer gen. Meyer von Bremen (1813–1886), Genremaler (1938/1939 auf den Südwestkirchhof Stahnsdorf umgebettet)
- Friedrich Eduard Meyerheim (1808–1879), Genremaler, Vater von Paul Friedrich Meyerheim
- Albert von Mischke (1830–1906), General der Infanterie (1938/1939 auf den Südwestkirchhof Stahnsdorf umgebettet)
- Alexander von Monts (1832–1889), Vizeadmiral (1938/1939 auf den Südwestkirchhof Stahnsdorf umgebettet)
- Heinrich Gottlob von Mühler (1780–1857), Jurist, preußischer Staats- und Justizminister
- Friedrich Theodor Müller (1811–1893), Beamter, Politiker
- Hans Müller (1854–1897), Musikwissenschaftler, Schriftsteller
- Klara Mundt, Pseudonym: Luise Mühlbach (1814–1873), Schriftstellerin
- Theodor Mundt (1808–1861), Schriftsteller, Gatte von Klara Mundt
- Agathe Nalli-Rutenberg (1838–1919), Schriftstellerin (1938/1939 auf den Südwestkirchhof Stahnsdorf umgebettet)
- Albert Niemann (1831–1917), Opernsänger (1938/1939 auf den Südwestkirchhof Stahnsdorf umgebettet)
- Hedwig Niemann-Raabe (1844–1905), Schauspielerin, Opernsängerin, Gattin von Albert Niemann (1938/1939 auf den Südwestkirchhof Stahnsdorf umgebettet)
- Hedwig von Olfers (1799–1891), Schriftstellerin, Salonnière
- Justus Olshausen (1800–1882), Orientalist, Hochschullehrer
- Justus von Olshausen (1844–1924), Jurist, Oberreichsanwalt, Sohn von Justus Olshausen
- Otto Olshausen (1840–1922), Chemiker, Prähistoriker, Sohn von Justus Olshausen
- Theodor Panofka (1800–1858), Archäologe, Historiker, Philologe
- Talât Pascha (1874–1921), Innenminister und Großwesir des Osmanischen Reichs und Führer der Jungtürken, mitverantwortlicher Organisator für den Völkermord an den Armeniern. Er wurde am 25. Februar 1943 durch das Hitlerregime unter militärischen Ehrenbezeugungen von Berlin nach Istanbul überführt und dort am Abide-i Hürriyet, dem Denkmal der jungtürkischen Revolution von 1908, beigesetzt.
- Bernhard Plockhorst (1825–1907), Maler (1938/1939 auf den Südwestkirchhof Stahnsdorf umgebettet)
- Martin Plüddemann (1854–1897), Komponist, Musikpädagoge
- Adolph vom Rath (1832–1907), Bankier, Mitbegründer und Vorstand der Deutschen Bank
- Paul von Reibnitz (1838–1900), Vizeadmiral
- Paul Reichard (1854–1938), Afrikaforscher (1938/1939 auf den Südwestkirchhof Stahnsdorf umgebettet)
- Gustav Reichardt (1797–1884), Komponist, Musikpädagoge (1938/1939 auf den Südwestkirchhof Stahnsdorf umgebettet)
- Rudolf Reichenau (1817–1879), Schriftsteller
- Ferdinand von Richthofen (1833–1905), Geologe, Geograf, Forschungsreisender, Hochschullehrer, prägte den Begriff „Seidenstraße“ (1938/1939 auf den Südwestkirchhof Stahnsdorf umgebettet)
- Edmund Rose (1836–1914), Chirurg
- Constantin Rößler (1820–1896), Historiker, Publizist, Philosoph
- Justus Roth (1818–1892), Geologe, Hochschullehrer
- Wilhelm Schirmer (1802–1866), Maler
- Aline von Schlichtkrull (1832–1863), Schriftstellerin
- Wilhelm Scholz (1824–1893), Zeichner, Karikaturist
- Eberhard Schrader (1836–1908), Orientalist, Assyriologe, Hochschullehrer (1938/1939 auf den Südwestkirchhof Stahnsdorf umgebettet)
- Karl Schroeder (1838–1887), Gynäkologe
- Julius Schulhoff (1825–1898), Pianist, Komponist (1938/1939 auf den Südwestkirchhof Stahnsdorf umgebettet)
- Viktor Schwanneke (1880–1931), Schauspieler
- Richard von Seeckt (1833–1909), General der Infanterie, Vater von Hans von Seeckt
- Ernst Seeger (1884–1937), Ministerialrat, hochrangiger Filmbeamter in der Weimarer Republik und im NS-Staat
- Siegfried Seidel-Dittmarsch (1887–1934), Militär, Politiker der NSDAP, SS-Gruppenführer (1938/1939 auf den Südwestkirchhof Stahnsdorf umgebettet)
- Karl Theodor Seydel (1812–1873), Beamter, Berliner Oberbürgermeister
- Georg Stilke (1840–1900), Verleger, Buchhändler
- Hermann Stilke (1803–1860), Maler, Vater von Georg Stilke
- Edwin von Stülpnagel (1876–1933), General der Infanterie
- Alexander von Uhden (1798–1878), Politiker, preußischer Justizminister
- Hans Virchow (1852–1940), Mediziner, Hochschullehrer, Sohn von Rudolf Virchow
- Ferdinand Voigt (1829–1893), Pädagoge, Förderer der Turnbewegung (1938/1939 auf den Südwestkirchhof Stahnsdorf umgebettet)
- Ernst Vollert (1855–1931), Verlagsbuchhändler (1938/1939 auf den Südwestkirchhof Stahnsdorf umgebettet)
- Wilhelm Wehrenpfennig (1829–1900), Beamter, Publizist, Politiker
- Karl Weinhold (1823–1901), Germanist, Mediävist, Hochschullehrer
- Ferdinand von Westphalen (1799–1876), preußischer Innenminister
- Carl Georg Wever (1807–1884), Jurist, preußischer Generalstaatsanwalt (1938/1939 auf den Südwestkirchhof Stahnsdorf umgebettet)
- August Wilmanns (1833–1917), Philologe, Bibliothekar, Leiter der Königlichen Bibliothek
- Friedrich Wilhelm Wolff (1816–1887), Bildhauer, Bronzegießer
- Eduard Zimmermann (1811–1880), Jurist, Politiker (Deutsche Fortschrittspartei), Mitglied der Frankfurter Nationalversammlung, des Preußischen Abgeordnetenhauses und des Reichstags
- Theophil Zolling (1849–1901), Journalist, Herausgeber, Schriftsteller (1938/1939 auf den Südwestkirchhof Stahnsdorf umgebettet)

## Sonstiges
- 2008 veröffentlichte der Schriftsteller Max Goldt den Text Die Schöneberger Gräberin über einen Besuch auf dem Friedhof.[6]
- 2012 diente der Friedhof als Kulisse für den ZDF-Film Das Kindermädchen.[7]